# Ammutinamento del Mar Nero

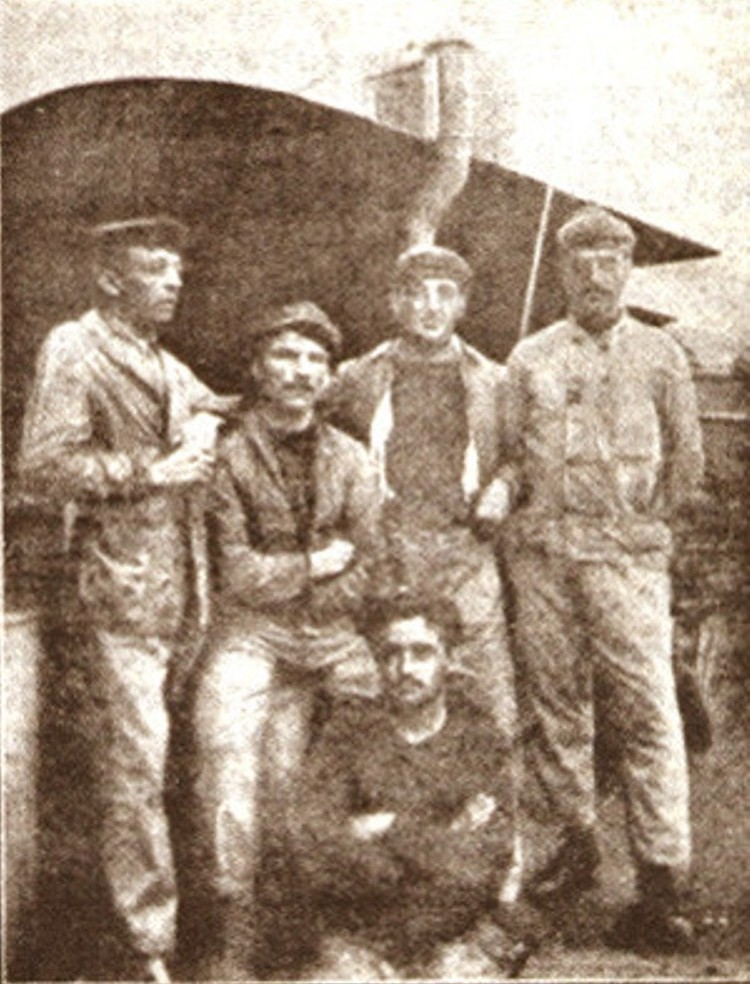
Una rara immagine dei marinai francesi ripresi durante l'ammutinamento del Mar Nero dell'aprile 1919

Con ammutinamento del Mar Nero si intende una serie di disordini e agitazioni che colpirono nell'aprile 1919 le navi della Marina militare francese stanziate nelle acque del Mar Nero, durante i più ampi eventi dell'intervento alleato nella rivoluzione russa.
La decisione del governo di Georges Clemenceau di appoggiare direttamente la lotta delle forze dell'Armata Bianca contro-rivoluzionaria nella loro sanguinosa guerra civile con i bolscevichi portò, alla fine del 1918, allo sbarco di truppe francesi in varie località della costa meridionale dell'Ucraina; in un'operazione mal progettata e con risorse insufficienti, le forze francesi si ritrovarono ben presto a mal partito sotto le offensive dell'Armata Rossa, e tra il marzo e l'aprile 1919 dovettero essere frettolosamente evacuate con il concorso della flotta. Fu in questo scenario che, alla fine di aprile, a bordo delle navi francesi ancorate a Sebastopoli e Odessa si verificarono svariati episodi di insubordinazione sfociati in agitazioni e ammutinamenti su diverse unità: le agitazioni rientrarono solo dopo alcuni giorni grazie all'opera dialogante degli ufficiali superiori, non prima però che una manifestazione di marinai francesi e civili russi nelle strade di Sebastopoli fosse stata repressa nel sangue dalle truppe alleate. Gli eventi del Mar Nero furono poi di ispirazione per una seconda e più estesa serie di ammutinamenti che interessò l'intera flotta francese nei mesi seguenti.
Benché gli ambienti della sinistra francese abbiano nel tempo mitizzato questi eventi, più che dagli ideali della rivoluzione d'ottobre propagandati dai bolscevichi gli ammutinati furono mossi da esigenze molto più contingenti, legate alle pessime condizioni di vita a bordo delle vetuste unità francesi, al generale senso di stanchezza seguente la conclusione della prima guerra mondiale e all'incomprensione dei motivi posti alla base dell'intervento della Francia nelle questioni della rivoluzione russa; conseguentemente, le condanne inflitte dalle corti marziali francesi furono relativamente contenute tanto nell'ampiezza delle pene quanto nel numero dei condannati, tutti del resto amnistiati nei primi anni 1920.

## Antefatti

### La spedizione francese nel Mar Nero

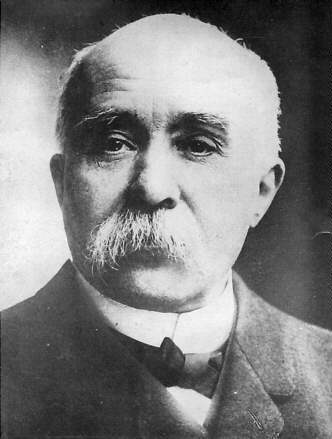
Georges Clemenceau, presidente del consiglio francese dal 1917 al 1920

La sconfitta degli Imperi centrali sancita dalla firma dell'armistizio di Compiègne l'11 novembre 1918 pose il problema agli Alleati vittoriosi di che cosa fare con la Russia, paese ormai in preda a una violenta rivoluzione. Le potenze alleate consideravano il nuovo governo bolscevico, insediatosi in Russia a seguito degli eventi della rivoluzione d'ottobre, come un avversario da abbattere: la firma del trattato di Brest-Litovsk il 3 marzo 1918 tra il governo bolscevico di Lenin e gli Imperi centrali fu vissuta dagli Alleati come un tradimento che quasi costò loro la guerra, visto che l'accordo liberò le truppe tedesche dal gravoso impegno del fronte orientale e consentì loro di concentrarsi a ovest per lanciare una serie di violente offensive sul fronte occidentale da marzo a luglio 1918; il massacro della famiglia imperiale russa, lo scoppio della violenta guerra civile russa e le uccisioni imperanti nel corso del cosiddetto "terrore rosso" portarono i governi occidentali a considerare i bolscevichi come dei "barbari". Tra il 27 ottobre e il 21 novembre 1918, prima ancora che l'armistizio con la Germania fosse siglato, il presidente del consiglio francese Georges Clemenceau emise una serie di ordini che portarono infine all'intervento delle forze francesi nella Russia meridionale; la decisione di intervenire fu presa senza consultare gli alleati, a seguito di una certa rivalità sorta in particolare con il Regno Unito circa la spartizione dei territori del morente Impero ottomano: con la fine della Grande Guerra, la tradizionale rivalità anglo-francese tornava a prendere vigore.
La spedizione francese nella Russia meridionale si andava a inserire in un più ampio intervento alleato nella rivoluzione russa, volto a contenere se non arrestare l'espansione delle idee del bolscevismo in Europa: reparti alleati sbarcarono nella Russia settentrionale a Murmansk e Arcangelo, la Royal Navy britannica inviò squadre navali nel mar Baltico e nel Mar Nero, forze turche penetrarono nel Caucaso mentre truppe statunitensi e giapponesi occupavano Vladivostok. Questi interventi si rivelarono comunque abbastanza contenuti, visto che le forze impiegate erano limitate e generalmente impiegate per dare supporto alle "Armate Bianche" dei nazionalisti russi anti-bolscevichi che circondavano da tutti i lati il territorio controllato dai rivoluzionari; Clemenceau, al contrario, puntò ad andare oltre elaborando una gigantesca operazione di supporto indiretto ai "bianchi": il piano francese prevedeva di occupare i principali porti della Russia meridionale e quindi di penetrare nell'interno del paese per prendere il controllo del bacino carbonifero del Donec. Clemenceau voleva anche inviare dei tecnici la cui missione fosse quella di «contribuire alla ricostruzione economica del paese, estendendo le sue attività nel campo industriale e commerciale».
Per questa grande operazione furono mobilitate, oltre alle navi della 2ª Squadra del viceammiraglio Jean-François-Charles Amet, le divisioni francesi dell'Armata alleata in Oriente prima di stanza nei Balcani; si faceva poi affidamento sui circa 500.000 soldati tedeschi stanziati in Ucraina dopo la pace di Brest-Litovsk al fine di mantenervi l'ordine, i quali, in ossequio alle clausole dell'armistizio di Compiègne, attendevano di essere rilevati dai francesi.

### Un'operazione mal progettata

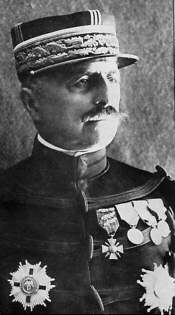
Il generale Louis Franchet d'Espèrey, responsabile delle operazioni francesi nel Mar Nero

L'operazione francese necessitava di grossi movimenti logistici. La smobilitazione della flotta mercantile nazionale era già in atto, fatto che limitava la disponibilità di navi trasporto truppe per le esigenze delle forze armate, e gli ammiragli francesi furono obbligati a fare ricorso alle navi mercantili russe reperibili nel Mar Nero, per un totale di appena 125.000 tonnellate di stazza; queste navi dovettero essere equipaggiate con uomini presi dalle unità da guerra francesi, visto che a volte si trovavano con solo i due terzi del loro equipaggio regolamentare: addestrati a operare nel Mediterraneo, i marinai francesi ebbero molto a soffrire per il clima che trovarono nei Balcani, stante l'inverno molto freddo che si sviluppò a cavallo tra il 1918 e il 1919. Il viceammiraglio Amlet fu costretto a chiedere supporto logistico allo squadrone britannico presente nel bacino, in particolare per i rifornimenti di carbone.
La politica interventista di Clemenceau si dimostrò, alla prova dei fatti, velleitaria, basata come era in parte su un obiettivo ideologico "a priori" (distruggere il bolscevismo) e in parte su una grave mancanza di informazioni. Il fallimento dei servizi d'intelligence francesi in Russia fu quasi completo: a Parigi si pensava che la popolazione locale avrebbe bene accolto l'arrivo delle truppe francesi, senza considerare il risentimento che covava dopo i quattro anni di blocco dati dalla guerra. Clemenceau aveva in odio i turchi e conduceva di conseguenza una politica filo-ellenica, ma ciò rendeva difficile operare nel Mar Nero: l'ammiraglio Ferdinand-Jean-Jacques de Bon, presente a Costantinopoli per sorvegliare l'applicazione delle clausole dell'armistizio con l'Impero ottomano e fine osservatore politico, auspicava un accordo con i turchi ma non trovò ascolto nel governo francese. Il generale Louis Franchet d'Espèrey, comandante dell'Armata d'Oriente, incitava alla prudenza: egli fece osservare che i soldati della sua armata erano galvanizzati dalle vittorie ottenute nei Balcani durante la Grande Guerra, ma non erano assolutamente entusiasti di dover proseguire le operazioni in Ucraina e paventava già l'influenza sulle truppe della propaganda bolscevica; per quanto riguardava poi i soldati delle truppe coloniali, una grossa percentuale dell'Armata d'Oriente, li si riteneva inadatti a operare in Russia per via del clima.
Nella sua spedizione la Francia si ritrovò a fianco solo un pugno di truppe greche, un appoggio fornito dalla Grecia come garanzia per ottenere l'annessione della Tracia e di parte della Macedonia all'imminente conferenza di pace. Per quanto riguardava i reparti francesi, il loro numero continuò a diminuire a causa della smobilitazione postbellica e dell'epidemia di influenza spagnola, e delle dodici divisioni inizialmente previste per l'operazione solo tre, poi ridotte a due, furono in realtà rese disponibili; lo spostamento di queste forze si svolse lentamente a causa della mancanza di navi da trasporto, mentre l'improvvisazione era tale che il comando della spedizione era frammentato tra Parigi, Atene, la Romania, l'ammiragliato e varie sedi diplomatiche, con conseguente susseguirsi di ordini e contrordini in mezzo a una forte rivalità tra comandi dell'esercito e della marina.

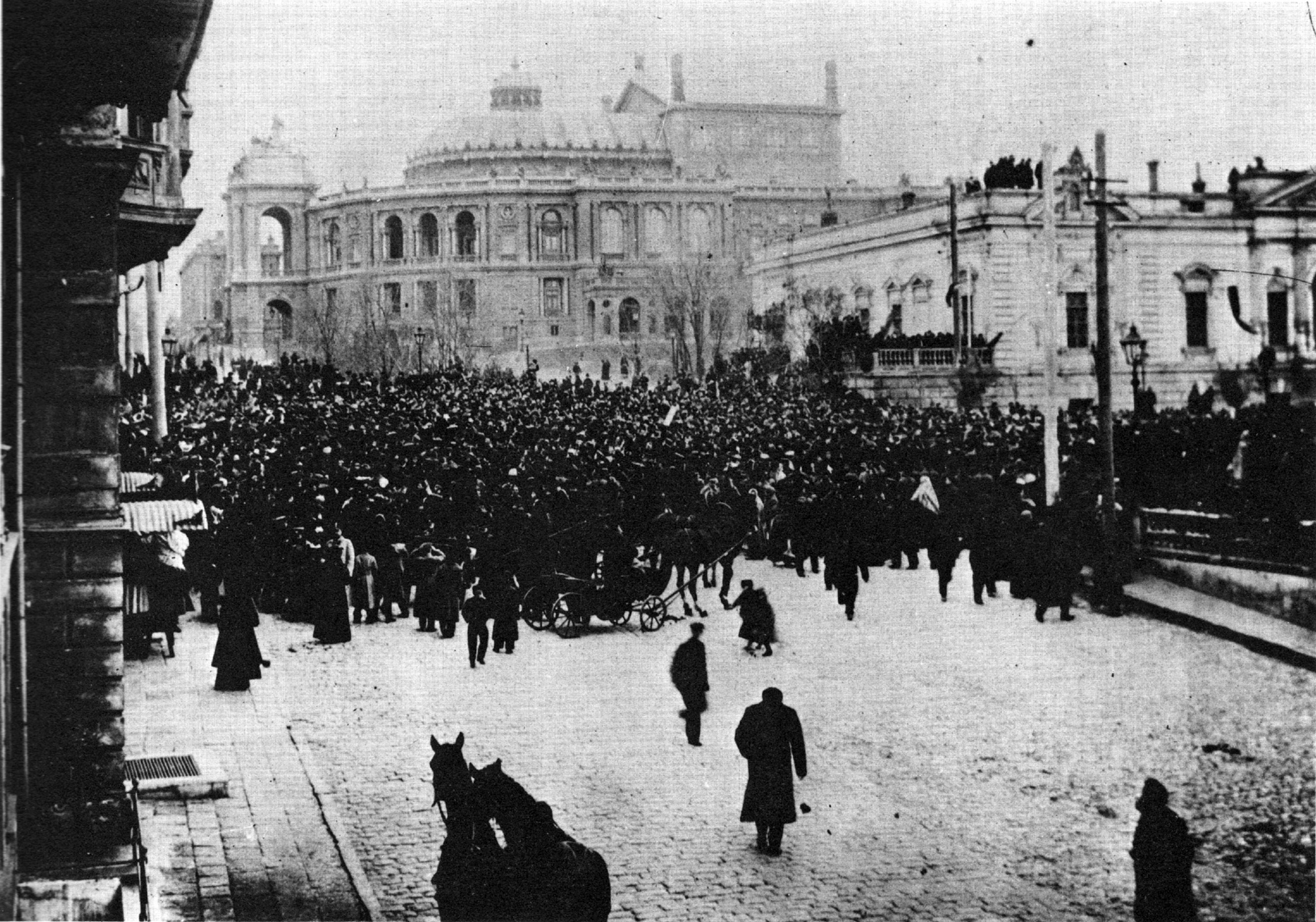
Una manifestazione bolscevica a Odessa all'epoca dell'occupazione francese della città

Era in queste circostanze che i primi reparti francesi sbarcarono a Odessa il 18 dicembre 1918 e a Sebastopoli il 26 dicembre seguente; uno squadrone navale britannico partecipava alla spedizione così come truppe polacche, ceche e romene, dando un carattere "alleato" a tutta l'operazione. Non fu fino al gennaio 1919 che i reparti francesi andarono a occupare Cherson, per poi raggiungere il 31 gennaio Nikolaev (sede di importanti cantieri navali russi) e Kerč'. Come prima sgradita sorpresa, i reparti scoprirono che le popolazioni locali erano offese nella loro suscettibilità nazionale da questa spedizione, e sotto l'opera della propaganda bolscevica si dimostrarono subito ostili verso gli occupanti; i lavoratori portuali, in preda alla miseria più profonda, accusarono il blocco navale alleato, ancora in vigore anche dopo la firma dell'armistizio con l'Impero ottomano, di aver gravemente compromesso le attività industriali e commerciali locali (in particolare la redistribuzione del carbone del bacino del Donec, da cui dipendeva gran parte dell'industria della zona): di conseguenza, i portuali boicottarono le navi francesi obbligando gli stessi equipaggi dei bastimenti a farsi carico, oltre che delle loro normali spettanze, di tutto il lavoro di scarico e immagazzinamento dei materiali. Altra sgradita sorpresa fu la scoperta che la gran parte dei 500.000 soldati tedeschi dislocati in Ucraina per mantenervi l'ordine si era volatilizzata dopo la notizia della firma dell'armistizio, facendo spontaneamente marcia verso casa e lasciando dietro di sé solo poche migliaia di sbandati senza valore militare; i tedeschi abbandonarono anche grossi quantitativi di materiali bellici, di cui approfittarono le varie bande armate che imperversavano in lungo e in largo per la regione. Infine, i francesi scoprirono che le truppe "bianche" erano guidate da signori della guerra incapaci, volubili e molto ostili a un intervento straniero che pure veniva in loro aiuto; come osservò il generale d'Espèrey: «l'armata di Denikin [principale comandante "bianco" della regione] è un fastidio più che un aiuto [...] ha tutti i difetti del vecchio esercito russo e nessuna delle sue qualità».

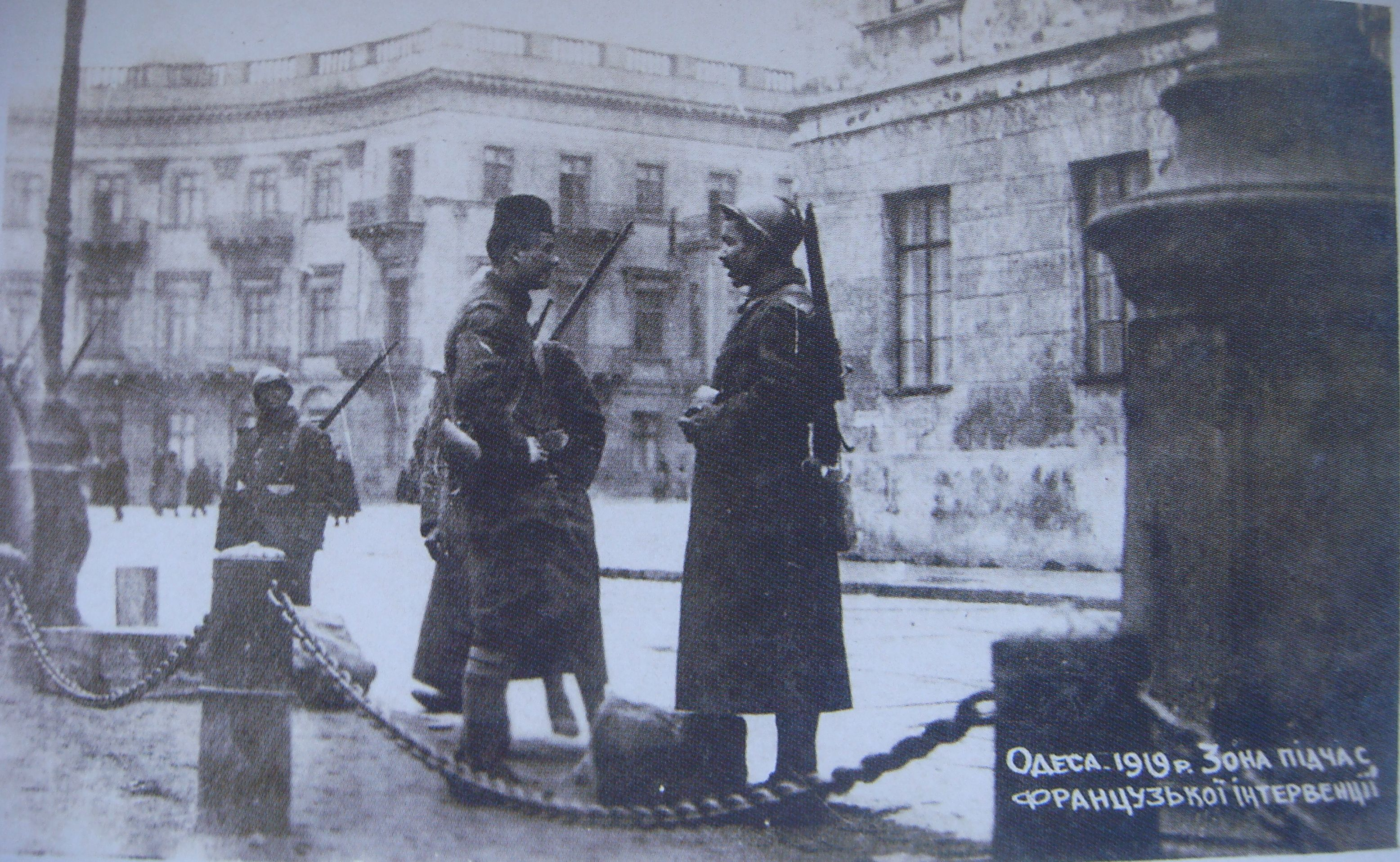
Truppe nordafricane francesi nelle strade di Odessa nell'inverno 1918-1919

La posizione delle truppe francesi dispiegate in questo immenso teatro si rivelò subito estremamente precaria. Sei settimane dopo il primo sbarco a Odessa, solo 3.000 uomini erano stati dispiegati per l'occupazione dell'intera Ucraina, un territorio più grande della Francia stessa, il che rese impossibile qualunque avanzata nell'interno. Il morale era molto basso: le truppe non capivano quello che stavano facendo in quella regione e si dimostravano riluttanti a ogni operazione; come scrisse il generale d'Espèrey, «i nostri soldati, lavorando attraverso un'intensa propaganda bolscevica, non pensavano a combattere contro un paese con il quale la Francia non è ufficialmente in guerra». La propaganda che incitava le truppe a disobbedire e a unirsi alla rivoluzione russa divenne una paranoia per lo stato maggiore francese; se in parte ciò era dovuto all'effettiva presenza di disertori francesi nei ranghi dei rivoluzionari, gli osservatori più attenti notarono tuttavia che a minare il morale dei soldati, più che la propaganda bolscevica, era la stanchezza per la guerra già trascorsa e la visibile mancanza di una giustificazione per l'intervento militare in corso: dopo l'armistizio dell'11 novembre 1918 la guerra era ormai stata archiviata nel pensiero di molti, e se la Russia voleva fare la rivoluzione non si capiva perché la Francia dovesse immischiarsi nei suoi affari interni. Un ufficiale di stanza a Sebastopoli notò che la propaganda bolscevica aveva scarso effetto sulle truppe, ma l'atteggiamento ostile della popolazione locale aveva un impatto molto profondo.
A Odessa, il generale Henri Berthelot stimò che occorressero venti divisioni per poter garantire il successo dell'intervento e di conseguenza avanzò richiesta per l'invio di rinforzi: il generale chiese l'invio di otto divisioni romene, tre greche e nove francesi purché «politicamente molto affidabili», altrimenti bisognava «prendere in considerazione il rapido ritiro di tutti i nostri reparti, quali che siano le conseguenze morali immediate». Nel febbraio 1919 il generale Ferdinand Foch, comandante in capo delle forze armate francesi, progettò un vasto piano d'azione che tuttavia fu subito accantonato: con l'apertura dei negoziati di pace, il governo francese non poteva varare un'operazione militare su grande scala perché sarebbe stato difficile giustificarla davanti al Parlamento e all'opinione pubblica. A questo si sommarono le reticenze degli alleati: durante le prime discussioni a Versailles, tanto il primo ministro britannico quanto il presidente statunitense riaffermarono la loro ostilità al comunismo, ma non approvarono che un'azione limitata in Russia. Senza rinforzi, l'intervento francese fu condannato a improvvisare mentre sul terreno la situazione andava deteriorandosi continuamente: isolate, mal rifornite, con scarso appoggio d'artiglieria dato dalle navi della flotta e dalla logistica incerta, le truppe terrestri iniziarono ad accumulare già a gennaio una serie di rifiuti di obbedienza all'interno dei reparti, con vari episodi a Cherson, Odessa e Bendery; in febbraio, un distaccamento di fanteria e truppe da montagna si rifiutò di attraversare il Dniestr per attaccare Tiraspol.

### Gli scontri con l'Armata Rossa

#### La caduta di Cherson e Odessa

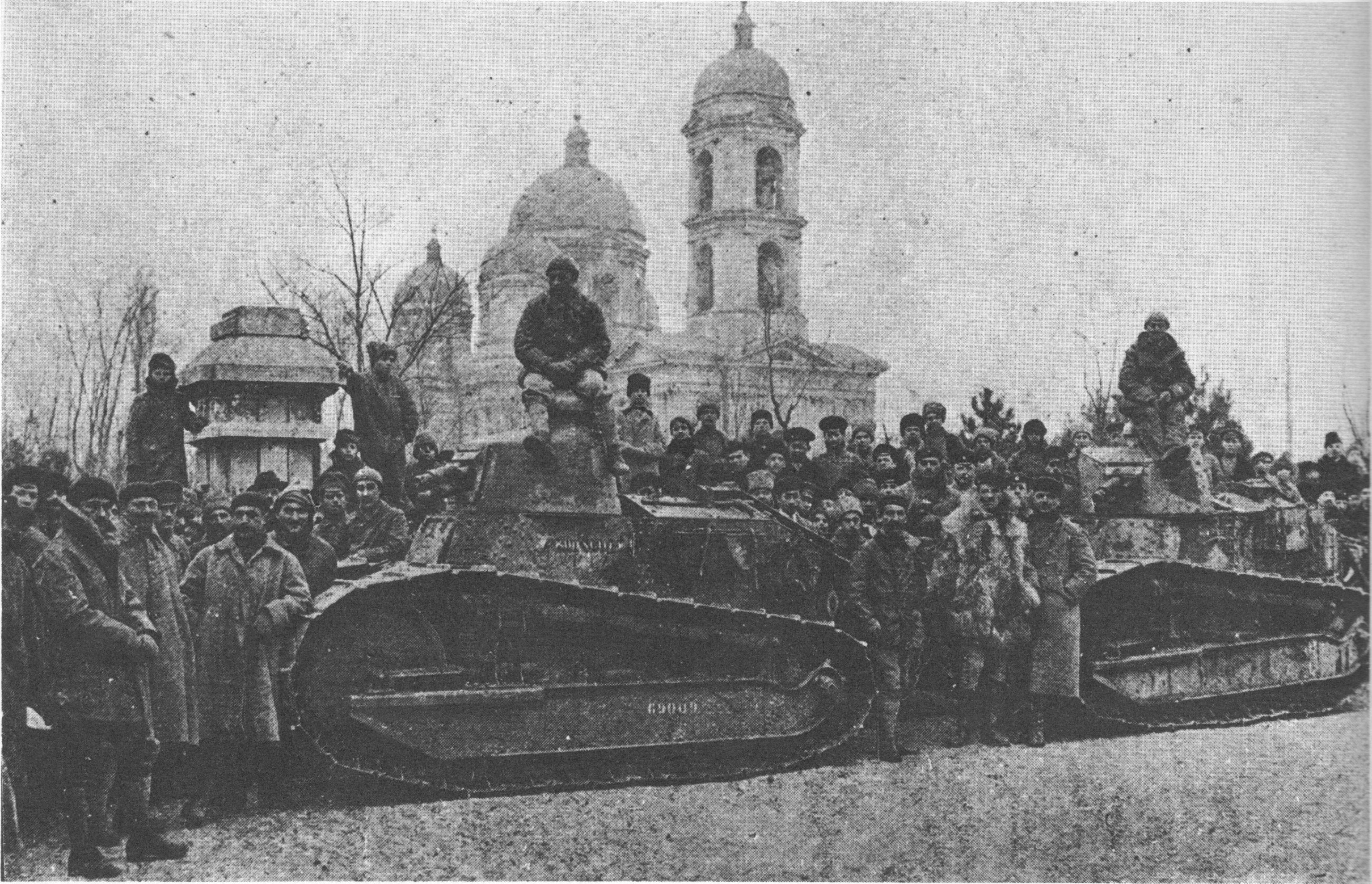
Carri armati francesi ritratti a Odessa insieme a soldati bianchi e civili russi

Nella Russia meridionale la situazione era confusa, ma i combattimenti crebbero rapidamente in intensità: da un lato l'Armata Rossa bolscevica iniziò a mietere vittorie, conquistando Kharkov il 4 gennaio 1919 e Kiev il giorno successivo, mentre dall'altro lato l'Armata Bianca di Denikin ottenne un certo successo nel costringere i bolscevichi a ritirarsi a nord del Caucaso; a metà febbraio, tuttavia, le varie armate bianche, mal coordinate tra di loro, furono sconfitte sul Donets e sul Don e la progressione dell'Armata Rossa verso sud riprese. Tra il 2 e il 9 marzo, le truppe francesi dovettero fronteggiare gli attacchi in successione dei soldati al comando di Nikifor Grigoriev, un signore della guerra noto anche come "Ataman Grigoriev" recentemente passato dalla parte dell'Armata Rossa e che aveva intimato agli Alleati di lasciare le città nel sud dell'Ucraina. Il 2 marzo le forze di Grigoriev attaccarono Cherson, difesa da 700 soldati greci, 150 francesi e un pugno di truppe "bianche"; la battaglia infuriò per sette giorni, con la Marina che si dimostrò incapace di fornire supporto d'artiglieria con le sue corazzate e incrociatori a causa dei fondali troppo bassi del porto di Cherson, posto all'interno dell'estuario del fiume Dnepr: solo alcuni avvisi poterono avvicinarsi abbastanza per fornire fuoco d'artiglieria e sbarcare alcuni rinforzi greci. La popolazione locale si schierò con le forze di Grigoriev nell'attaccare gli occupanti, mentre due compagnie del 176º Reggimento fanteria francese arrivate in rinforzo l'8 marzo si rifiutarono categoricamente di combattere. La mattina del 9 marzo Grigoriev controllava la stazione ferroviaria (dove fu catturato un treno corazzato) e il porto, mentre la guarnigione franco-greca era asserragliata nella cittadella; nel pomeriggio gli alleati riuscirono tuttavia a organizzare un contrattacco con forze terrestri e navali: un battaglione greco riuscì a prendere terra, a riconquistare la zona del porto e a ristabilire un collegamento con le truppe nella cittadella grazie a un intenso fuoco di sbarramento da parte delle navi francesi al largo (il posamine Pluton, gli avvisi Algol, Altair e Aldebaran e la torpediniera Mameluck). I superstiti della guarnigione furono quindi rapidamente evacuati dalla città, evitando di stretta misura un disastro ma lasciando la vittoria alle forze di Grigoriev.
Approfittando della vittoria a Cherson, Grigoriev marciò su Nikolaev: con i suoi cantieri navali, i suoi arsenali e gli immensi depositi, la città era di tutto un altro valore rispetto a Cherson; il centro era tenuto da appena 500 soldati greci e due compagnie di francesi anche se vi stazionavano ancora tra i 10.000 e i 12.000 soldati tedeschi, ma la popolazione locale era sempre più ostile nei confronti degli occupanti. Il viceammiraglio Amet voleva che la città fosse tenuta, ma il generale d'Espèrey temeva un'insurrezione generale della popolazione e considerava l'abitato come intenibile con le ridotte forze a disposizione; Grigoriev tuttavia decise di non attaccare e avanzò l'offerta di una tregua, il che consentì alla flotta di evacuare la guarnigione di Nikolaev tra il 12 e il 14 marzo. Per Grigoriev fu un'ottima vittoria ottenuta senza combattere, visto che i francesi abbandonarono il porto senza rendere inutilizzabili le navi ancora in costruzione sugli scali e ritirando altresì l'ingombrante contingente tedesco; i bolscevichi si impadronirono di grossi quantitativi di materiale militare tedesco e francese abbandonati nel corso della ritirata senza essere distrutti, fatto che gettò nella costernazione l'alto comando francese. Il 19 marzo fu invece Mariupol' ad essere attaccata: posta sul fondo del bacino del Mar d'Azov, all'estremità più orientale della zona interessata dalla spedizione francese, questa cittadina industriale era alquanto isolata. Il porto fu tuttavia efficacemente difeso dal capitano di corvetta Émile Muselier: le compagnie da sbarco della nave da battaglia Jean Bart e degli avvisi Scarpe, Hussard, Phénix ed Enseigne Henry riuscirono a respingere due assalti dei bolscevichi, e sempre sotto la protezione dei cannoni della flotta la postazione fu infine abbandonata il 30 marzo.

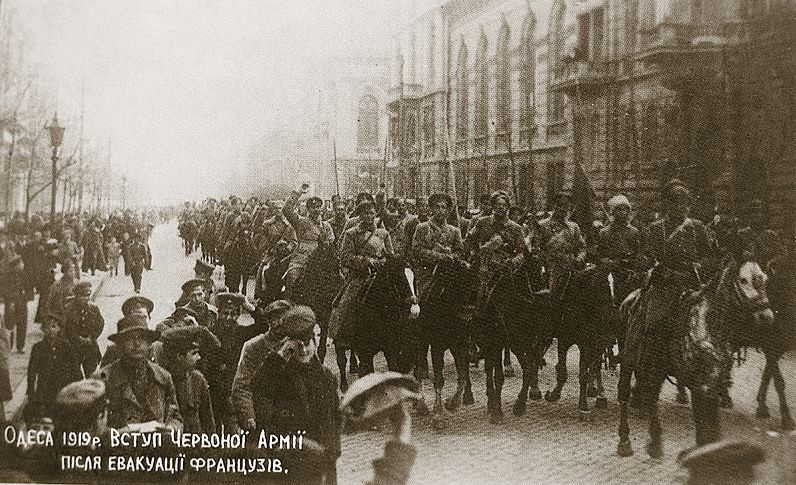
La cavalleria dell'Armata Rossa fa il suo ingresso a Odessa nel febbraio 1920

La caduta di Cherson, Nikolaev e Mariupol' accrebbe il prestigio dei bolscevichi. Odessa, situata sulla costa meridionale dell'Ucraina un poco più a sud di Cherson e Nikolaev, si ritrovò ben presto sotto pressione, ma un telegramma di Clemenceau del 14 marzo ordinò di tenere la città. Il generale Philippe Henri Joseph d'Anselme, comandante della piazza, cercò di stabilire un perimetro difensivo, ma l'assenza di rinforzi lasciava poche prospettive, in particolare dopo i rapporti degli ufficiali presenti a Cherson e Nikolaev i quali indicavano che le truppe di Grigoriev oltre che numerose erano anche attrezzate e disciplinate, contrariamente a quello che era il pensiero prima dominante nello stato maggiore francese; in città, dove dilagavano la povertà, l'inflazione e l'insicurezza, la popolazione cresceva di giorno in giorno a causa dell'afflusso di profughi dalle campagne, facendo temere un'esplosione sociale. Manifestazioni di protesta e sabotaggi iniziarono a succedersi a mano a mano che l'Armata Rossa si avvicinava; il 18 marzo i bolscevichi conquistarono Berezovka, a 80 chilometri da Odessa, respingendo le truppe coloniali algerine, i greci e i "bianchi" che tenevano la posizione e catturando diversi carri armati Renault FT; più a est anche Očakiv dovette essere abbandonata e i soldati "bianchi", in pieno sbandamento, furono evacuati dalle navi francesi. Il perimetro difensivo andava riducendosi sempre di più, mentre rapporti segnalavano lo scoppio di insurrezioni nella zona a ovest di Odessa che mettevano in pericolo le linee di comunicazione terrestri con le forze del generale Henri Berthelot stanziate in Romania.
Il 20 marzo Franchet d'Espèrey, che sorvegliava lo svolgimento delle operazioni dal suo quartier generale di Costantinopoli, arrivò in visita ad Odessa dove si imbatté in truppe demoralizzate, ufficiali superiori pessimisti e una città quasi a corto di vettovaglie; benché alcuni rinforzi fossero in arrivo, d'Espèrey condivise le opinioni dei suoi subordinati e trasmise un messaggio a Foch sostenendo che la posizione fosse intenibile. Il comandante delle forze greche in città, generale Nikólaos Plastíras, giunse alle medesime conclusioni e si consultò con il suo governo per stabilire le modalità dell'evacuazione; questa fu preparata senza informare le forze bianche di Denikin, di cui non ci si fidava pienamente, e senza avvisare gli abitanti della città per evitare di scatenare il panico. Il 1º aprile, dopo aver ottenuto l'autorizzazione da Clemenceau, Franchey d'Espèrey diede il via all'evacuazione; l'operazione fu imponente, ma si svolse in buon ordine e decine di migliaia di persone furono imbarcate sotto la protezione dei cannoni della flotta. Parte delle truppe fu portata via dal mare, ma il grosso dei soldati francesi e greci lasciò la città via terra e, attraversato il Dniester e la Bessarabia, raggiunse a piedi la vicina Romania; per il 6 aprile l'evacuazione era terminata, e il giorno seguente Grigoriev fece il suo ingresso a Odessa.

#### Sebastopoli sotto assedio

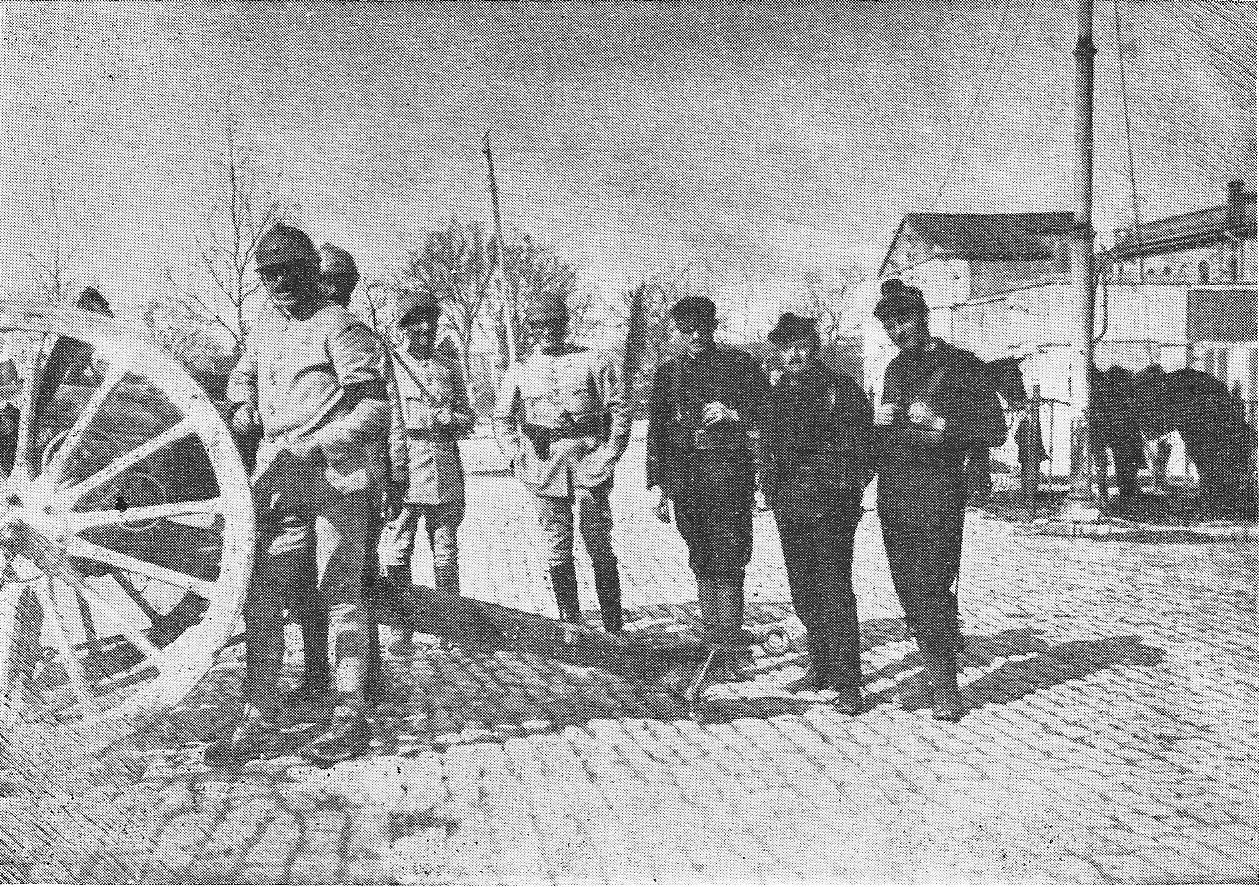
Truppe e artiglieria francesi a Sebastopoli nel marzo 1919

In mani francesi rimanevano solo Sebastopoli e la Crimea. Mentre preparava l'evacuazione di Odessa, d'Espèrey esaminò con lucidità l'eventuale prosieguo delle operazioni e domandò a Foch la «liquidazione della nostra azione nella Russia meridionale», sebbene Clemenceau continuasse a insistere di mantenere la Crimea e di farne un bastione per eventuali future operazioni nella regione: la penisola era in posizione centrale nel Mar Nero, grazie al porto di Sebastopoli era possibile ospitarvi un grosso quantitativo di truppe e, a partire dalla base dell'isola di Tendra, si poteva mantenere il blocco navale di Odessa. La guarnigione alleata era al comando del colonnello Trousson, e dopo l'arrivo delle truppe evacuate da Odessa ammontava a 5.000 soldati in maggioranza greci; da parte francese, per rinforzare le difese furono sbarcate a terra compagnie di marinai dalle navi della flotta, ma il grosso del contingente era composto da truppe coloniali algerine e senegalesi: come a Odessa, il morale e la disciplina erano bassi, e tra le truppe inviate di rinforzo si erano già avuti dei casi di rifiuto degli ordini al momento dell'imbarco da Costanza. Vi erano poi più di 6.000 soldati bianchi, i quali erano in rapporti così difficili con lo stato maggiore alleato che non veniva fatto molto affidamento su di loro, mentre il governo provvisorio della Crimea era paralizzato dalle lotte intestine. A Sebastopoli scioperi e manifestazioni si succedevano, i giornali cessarono di uscire e la città rimase senza corrente elettrica; il generale d'Espèrey e il viceammiraglio Amet, dopo un giro d'ispezione delle difese, arrivarono alla logica conclusione che la posizione era intenibile, e Clemenceau dovette dirsi d'accordo.
L'offensiva bolscevica, iniziata mentre ancora era in corso l'evacuazione di Odessa, fece precipitare gli eventi. Il 3 aprile le difese dell'Istmo di Perekop cedettero dopo una resistenza simbolica dei "bianchi"; l'Armata Rossa avanzò verso sud esponendo Sebastopoli a un attacco diretto. Il 12 aprile fu concordata l'evacuazione della città, ma i comandanti dell'esercito e della marina non riuscirono a mettersi d'accordo sulle modalità: d'Espèrey voleva portare rapidamente a termine l'operazione, ma dovette mobilitare un considerevole apparato logistico il che richiese tempo; inoltre, erano ancora in corso le operazioni per il recupero della nave da battaglia Mirabeau, finita incagliata davanti a Sebastopoli nel corso di una tempesta nel febbraio precedente, e per evitare di lasciare un simile trofeo al nemico il viceammiraglio Amet ottenne una dilazione dell'evacuazione fino al 15 aprile. Per quanto riguarda la popolazione civile, una parte di essa, ammontante a varie migliaia di persone appartenenti alla borghesia urbana che temeva le violenze dei bolscevichi, iniziò ad ammassarsi sui moli sperando in un imbarco sulle navi degli francesi. In tale atmosfera, il 16 aprile l'Armata Rossa lanciò un attacco contro Sebastopoli, infine respinto grazie al fuoco dei cannoni pesanti delle navi alleate (le corazzate France, Jean Bart, Vergniaud e Justice, l'incrociatore Du Chayla, la torpediniera Dehorter, alcune unità greche e la portaerei britannica HMS Empress); fu concordata una tregua di diversi giorni da cui entrambe le parti avrebbero potuto trarre beneficio: i francesi avrebbero avuto il tempo di concludere ordinatamente l'evacuazione, mentre i bolscevichi avrebbero potuto attendere tranquillamente che la città cadesse in mani loro. Fu allora che iniziarono i disordini all'interno della squadra navale francese.

## Le due ondate di ammutinamenti

### Gli ammutinamenti di Sebastopoli

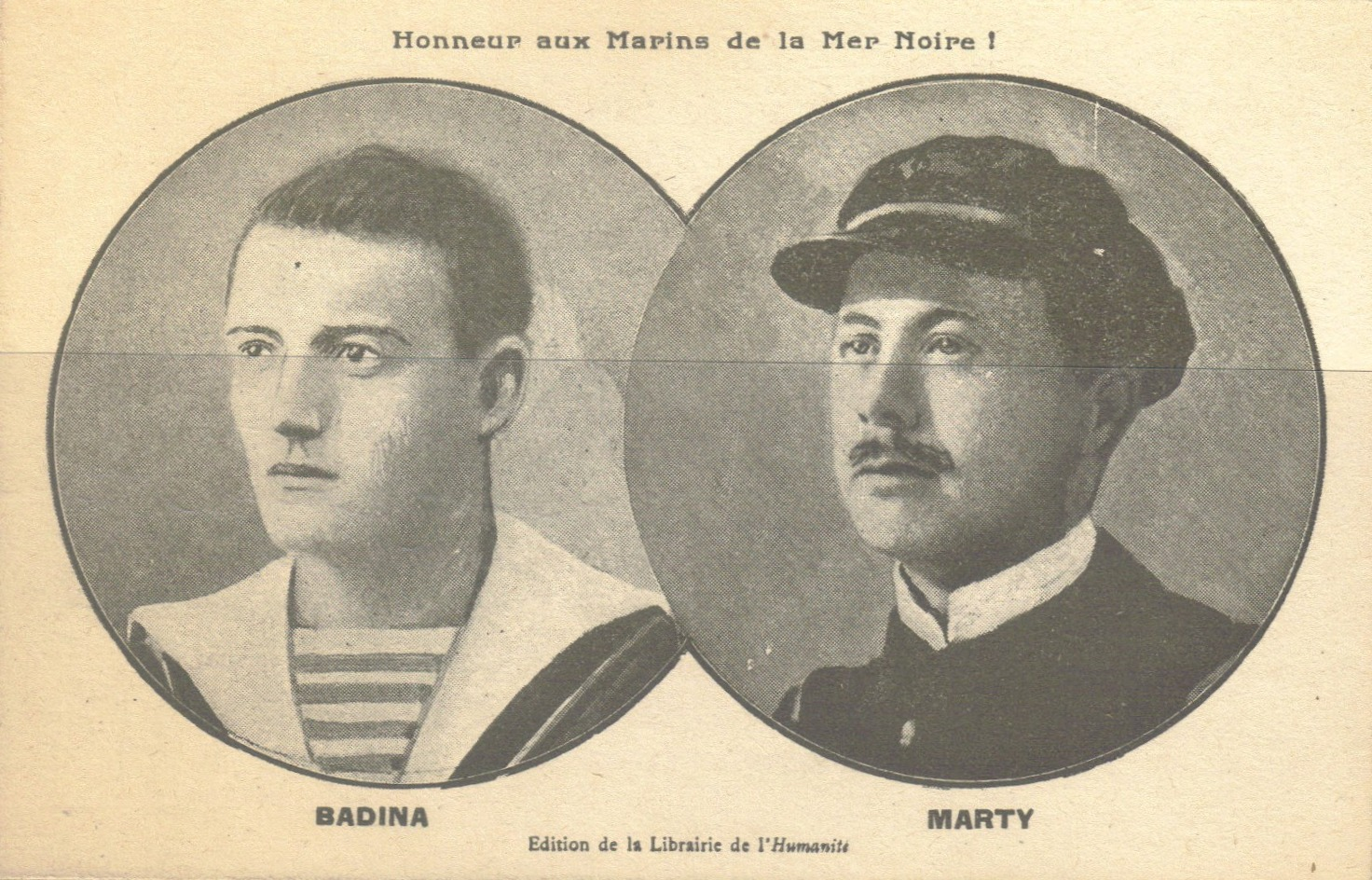
Il quartiermastro Badina (a sinistra) e l'ufficiale di macchina Marty, anime del tentativo di ammutinamento sulla torpediniera Protet, in una cartolina propagandistica del partito comunista francese dei primi anni 1920

L'ammutinamento ebbe inizio il 16 aprile sulla torpediniera Protet, ancorata davanti al porto fluviale romeno di Galați: un gruppo di marinai capitanati da un ufficiale meccanico (André Marty, ufficiale di macchina della nave) decise di prendere il controllo della nave durante la prossima missione e di consegnarla ai bolscevichi; se si fosse dimostrato necessario, i congiurati erano pronti a usare le armi, ad avvelenare gli ufficiali e, in caso di insuccesso, a far saltare in aria la nave. Il complotto fu tuttavia scoperto e l'ufficiale meccanico Marty fu arrestato, ma tre giorni più tardi l'ammutinamento esplose sulle navi stazionate al largo della Crimea, andando a toccare in particolare le navi da battaglia France e Jean Bart. Sulla France gli uomini furono irritati dalla notizia della fissazione di un faticoso turno di carico di carbone per il giorno di Pasqua (ignorando tuttavia che la disposizione era stata nel frattempo annullata), e i primi incidenti furono registrati nella notte di sabato 19 aprile quando un ufficiale intimò l'ordine a un gruppo di marinai che chiacchieravano sulla spiaggia di andare a letto: risuonarono grida e insulti, l'ufficiale venne spintonato dai marinai e il gruppo si mise a cantare L'Internazionale. Il canto fu ripreso da bordo della Jean Bart che era ancorata nelle vicinanze, per poi estendersi unitamente ai fischi in direzione degli ufficiali da un bastimento all'altro: gli uomini corsero agli alloggi svegliando i compagni, vandalizzando parte dell'equipaggiamento e cercando di liberare i marinai agli arresti per mancanze disciplinari. Sulla France il comandante in seconda cercò di parlamentare con una delegazione di tre marinai scelti dall'equipaggio, mentre gli altri ufficiali e i sottufficiali cercavano di nascosto di armarsi e di bloccare la nave; quando gli ammutinati, che parevano pian piano acquietarsi, scoprirono queste disposizioni, i tumulti ripresero vigore. Un piccolo gruppo di uomini saltò a bordo di un battello a vapore e si mise a girare per la rada di Sebastopoli cercando supporto: il battello accostò alla Jean Bart, da cui risuonavano ancora le note de L'Internazionale, ma non ottenne risultati quando si avvicinò alle navi da battaglia Justice, Mirabeau e Voltaire e agli incrociatori Algol e Du Chayla, con il comandante di quest'ultimo che minacciò di aprire il fuoco. Sulla France il viceammiraglio Amet cercò di calmare gli uomini con la promessa di un rapido ritorno a casa e di non provvedere a sanzioni nei loro confronti, ma fu abbondantemente fischiato dall'equipaggio e decise di lasciare la nave; il tumulto continuò fino a mezzanotte con canti de L'Internazionale e grida di «A Tolone! A Tolone!».

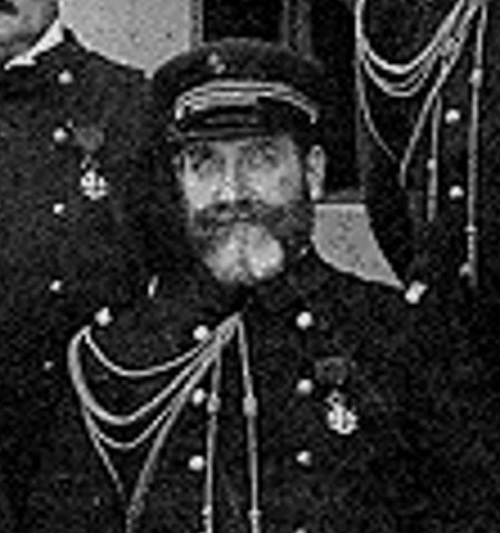
Il viceammiraglio Jean-François-Charles Amet, comandante della squadra navale francese dislocata nel Mar Nero

Alla mattina del 20 aprile, una bandiera rossa era stata issata sugli alberi delle corazzate France e Jean Bart al posto del tricolore nazionale, e i marinai si rifiutano di alzarsi prima delle 08:00. Gli ufficiali tentarono di calmare gli equipaggi: il capitano di vascello Henri du Couëdic de Kerérant, comandante della Jean Bart, riuscì ad ottenere dagli uomini l'abbassamento della bandiera rossa che sventolava sulla corazzata, ma sulla France i marinai rifiutarono ogni proposta e ricominciarono con i canti de L'Internazionale. Entrambi gli equipaggi decisero di unirsi a una manifestazione organizzata dai russi per le strade di Sebastopoli e si rifiutarono di incontrare nuovamente il viceammiraglio Amet, mentre lo stato maggiore francese era in preda alla confusione per via delle iniziative contraddittorie avanzate dai vari comandanti: il comandante della flotta, ad esempio, vietò a tutti i marinai di recarsi a terra, il che provocò proteste tanto tra gli equipaggi della France e della Jean Bart quanto tra quelli della Justice e della Vergniaud; per placare queste ulteriori agitazioni, il comando cambiò idea e decise di autorizzare le licenze di sbarco regolarmente concesse agli uomini. Nel primo pomeriggio gli uomini in licenza scesero quindi a terra, il che permise una certa distensione della situazione a bordo delle navi; tuttavia, un gruppo di agitatori determinati cercò di impossessarsi di armi e munizioni recandosi nei forti a nord di Sebastopoli, tenuti dalle truppe francesi, e spacciandosi per uomini addetti ai rifornimenti, ma il trucco non riuscì e i marinai dovettero riconsegnare le armi nelle mani di un ufficiale. In città, la maggior parte dei marinai in licenza fu accolta con grande favore dai civili russi, tra i quali si nascondevano agenti bolscevichi che tentavano di pungolare i francesi perché proseguissero nella rivolta; si formò un piccolo e chiassoso corteo di russi e francesi, che si precipitò in città sventolando bandiere rosse: un ufficiale francese incontrato per strada fu malmenato, ma quando i manifestanti si imbatterono in un distaccamento di soldati greci questi, innervositi dal clima da assedio che si respirava in città, non esitarono ad aprire il fuoco. Nello scontro intervenne anche una pattuglia francese che riuscì a disperdere il corteo: i manifestanti si sparpagliarono per poi cadere vittima del fuoco indiscriminato delle truppe russe "bianche", lasciando a terra una cinquantina di vittime tra cui un morto e cinque feriti tra i marinai francesi. 

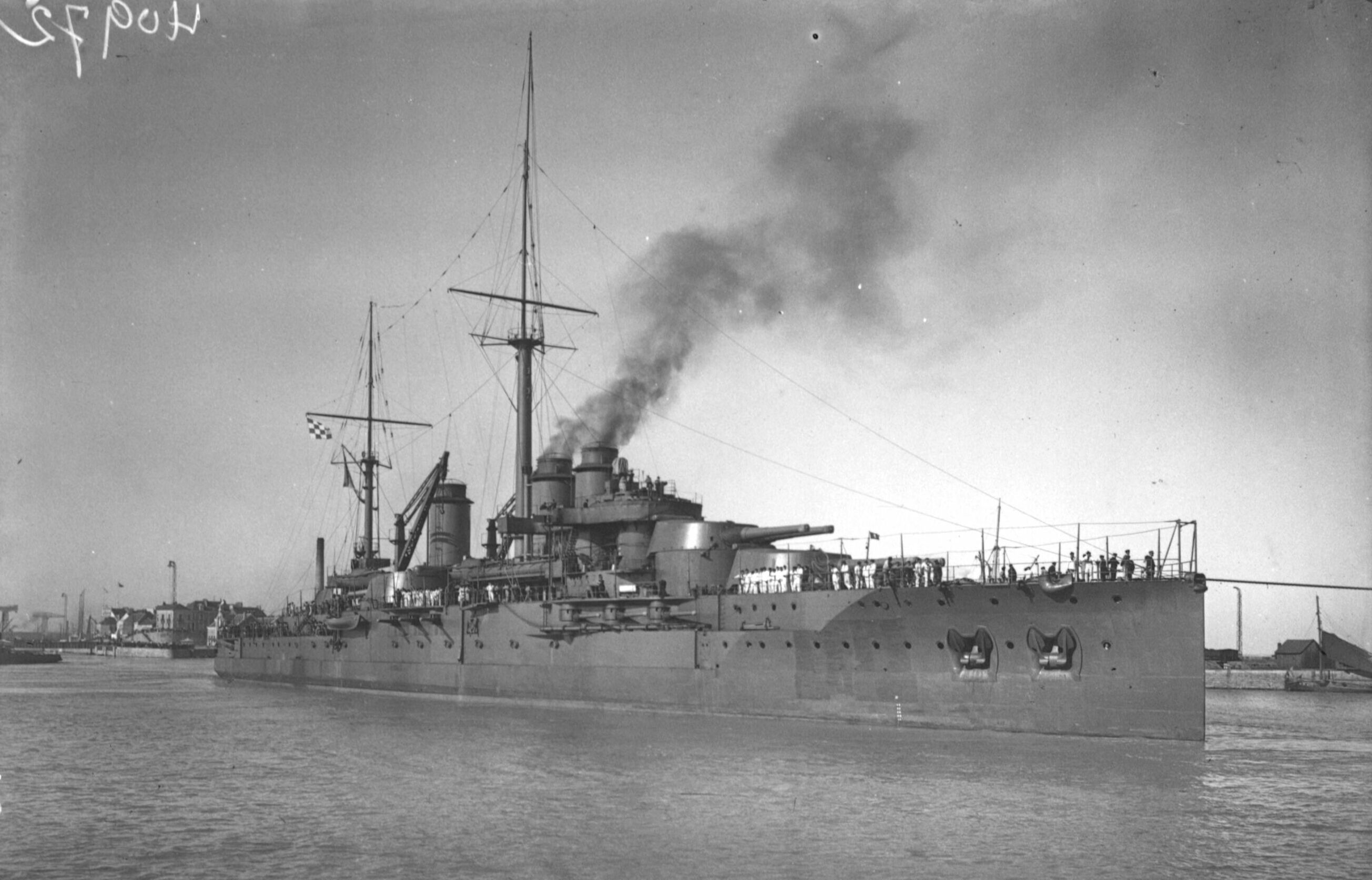
La nave da battaglia France, epicentro degli ammutinamenti del 19-21 aprile

La notizia degli scontri in città causò proteste considerevoli a bordo delle navi, e gli equipaggi chiesero a gran voce vendetta per l'accaduto. Il marinaio ferito a morte era un membro dell'equipaggio della Vergniaud, e il fatto spinse i compagni alla rivolta unitamente alla ciurma della Mirabeau che era ancorata lì vicino; la Justice, al cui equipaggio apparteneva uno dei feriti, fu colpita dai tumulti a sua volta, e il comandante della nave dovette ricorrere a tutte le sue capacità diplomatiche per impedire che gli uomini montassero una spedizione punitiva a danno dei greci. Alla mattina del 21 aprile vi erano ormai cinque corazzate e un incrociatore che, a gradi diversi, erano in preda all'ammutinamento; tuttavia i ribelli non rappresentavano la maggioranza degli uomini e gli ufficiali, attraverso il dialogo, evitarono uno spargimento di sangue a bordo. Una certa distanza iniziò poi a crearsi tra gli elementi più radicali della rivolta e la maggioranza degli uomini che voleva semplicemente tornare a casa, e il viceammiraglio Amet ottenne infine l'abbassamento delle bandiere rosse dietro la promessa di un pronto rientro in patria e dell'assenza di sanzioni disciplinari per i ribelli. Il 23 aprile il comando francese decise prudentemente di allontanare dalla zona la France, l'unità più colpita dai disordini; la confusione tuttavia dilagò tra i leader dei ribelli più coinvolti nell'ammutinamento, i quali temevano un arresto al momento del loro rientro in Francia e che tentarono di ritardare la partenza della nave: il richiamo del rientro in patria fu tuttavia più forte, e il 29 aprile la France giunse tranquillamente nella base di Biserta.

### L'ammutinamento delWaldeck-Rousseau

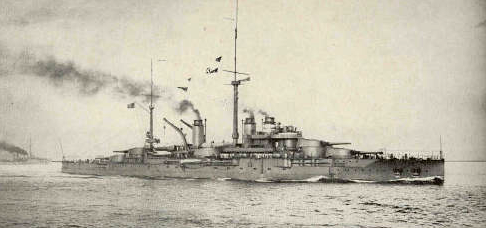
La Jean Bart, anch'essa molto toccata dall'ammutinamento dell'aprile 1919

L'ammutinamento toccò poi l'incrociatore Waldeck-Rousseau che, con a bordo il contrammiraglio Caubert, stazionava davanti a Odessa per osservare gli sviluppi a terra. Il 23 aprile l'equipaggio iniziò ad agitarsi quando apprese che l'ufficiale meccanico Marty, arrestato per il fallito complotto sulla torpediniera Protet, si trovava detenuto a bordo dello stesso incrociatore; la situazione rimase tesa fino al 25 aprile, quando la nave rifornimento Suippe arrivò da Sebastopoli: alcuni marinai dell'unità informarono i compagni del Waldeck-Rousseau degli incidenti accaduti nei giorni precedenti a Sebastopoli, e gruppi iniziarono a riunirsi nella parte di prua dell'incrociatore cantando L'Internazionale. Alla mattina del 26 aprile comparve il primo manifestino che invitava l'equipaggio alla rivolta, e i marinai iniziarono a riunirsi segretamente e a restare in silenzio al passaggio degli ufficiali; il 27 aprile furono rinvenuti altri due manifesti che invitavano l'equipaggio a seguire l'esempio dei compagni di Sebastopoli. Inquieto, il contrammiraglio Caubert fece trasferire discretamente Marty (che aveva cercato di entrare in contatto con l'equipaggio) a bordo della Protet perché fosse rapidamente trasferito a Costantinopoli, ma dopo il pranzo scoppiarono i primi incidenti a bordo: un centinaio di marinai, raccoltisi a prua, elessero un vero e proprio soviet dell'incrociatore, e una delegazione fu ricevuta dal comandante della nave per ascoltare le richieste dell'equipaggio circa l'immediato ritorno in Francia, l'incomprensione generale sulle ragioni di questa guerra lontana, le lamentele per la mancanza di posta da casa, i permessi inesistenti e la disciplina troppo severa. Caubert, che dubitava che questo approccio fosse rappresentativo di tutti gli uomini, fece suonare l'adunata per cercare di ragionare con l'equipaggio facendo appello al suo orgoglio e al suo senso dell'onore e del sacrificio; egli promise, come aveva fatto il suo superiore viceammiraglio Amet, un ritorno in Francia il più presto possibile e senza sanzioni disciplinari. Non ottenne alcun risultato: fischi coprirono il discorso e il tumulto fu generale; per alcune ore la nave sfuggì totalmente al controllo dei suoi ufficiali al punto che Caubert temette di essere consegnato ai bolscevichi a Odessa dai suoi stessi uomini.

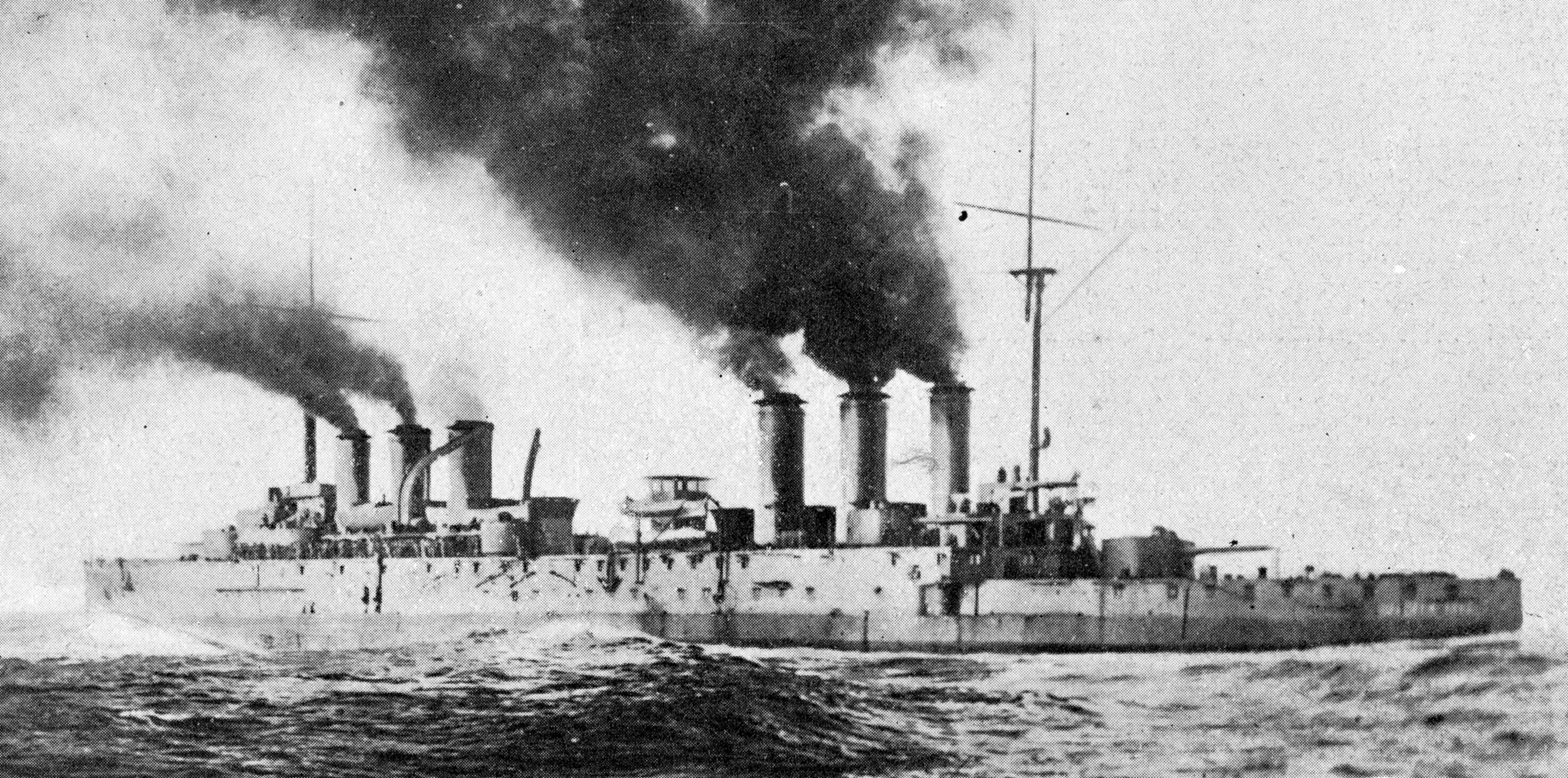
L'incrociatore corazzato Waldeck-Rousseau, teatro dell'ammutinamento del 26-28 aprile

Caubert riuscì a guadagnare tempo attraverso il dialogo, e si avvalse dei suoi ufficiali per radunare a poco a poco gli elementi dell'equipaggio più sensibili alla sua persuasione; l'equipaggio si calmò dopo l'annuncio di Caubert che la nave avrebbe levato l'ancora per dirigere su Costantinopoli, e dopo una notte tranquilla l'incrociatore raggiunse l'isola di Tendra. Gli uomini sembravano divenuti «più sobri» e i 51 delegati del soviet di bordo, temendo sanzioni severe, si impegnarono a ristabilire l'ordine a bordo; nel porto di Tendra, tuttavia, approdò anche il trasporto Bruix giunto da Sebastopoli con a bordo sessanta uomini destinati al Waldeck-Rousseau, e l'arrivo di questi fece da stimolo per rilanciare le agitazioni: ancora una volta, un centinaio di uomini si riunì a prua e procedette all'elezione di una delegazione più energica della prima. Caubert e il comandante dell'incrociatore decisero di reagire immediatamente, e riunirono a poppa una forte guardia armata composta da ufficiali, sottufficiali e uomini decisi a mantenere l'ordine: alla testa di queste truppe, il contrammiraglio avanzò in direzione degli ammutinati che, impressionati, finirono con il capitolare e disperdersi uno dopo l'altro.

### L'onda lunga degli ammutinamenti
Tra il 28 e il 29 aprile l'evacuazione dei reparti alleati da Sebastopoli ebbe termine; sebbene sia stato più volte riportato il contrario, l'imbarco delle truppe francesi non fu in alcun modo causato dall'ammutinamento della flotta, visto che l'operazione era stata decisa ben prima dell'inizio dei disordini in ragione della vittoriosa offensiva dell'Armata Rossa. Secondo il viceammiraglio Amet, gli ammutinamenti complicarono le procedure di evacuazione, ma i bolscevichi, ormai alle porte della città, non seppero trarre profitto dalla situazione perché non vennero a conoscenza dei disordini che avevano colpito la flotta: questa ignoranza della situazione indicherebbe che gli ammutinati non furono guidati dai bolscevichi, nonostante la presenza di agenti agitatori all'interno della città. Evacuata Sebastopoli le navi fecero ritorno in Francia, anche se la presenza militare francese nel Mar Nero non ebbe del tutto termine; l'ammutinamento stesso era stato piuttosto breve (quattro giorni a Sebastopoli e due sul Waldeck-Rousseau davanti a Odessa, mentre a Galați era stato stroncato sul nascere) e complessivamente contenuto, nonostante gli scontri a fuoco intercorsi al porto. Alcune unità non erano state minimamente interessate dai disordini e molte altre sperimentarono solo brevi agitazioni. La censura militare riuscì a nascondere la maggior parte degli avvenimenti al pubblico in Francia, con la stampa e l'opinione pubblica concentrata sulla conferenza di pace di Versailles che era ormai nel pieno dei lavori.

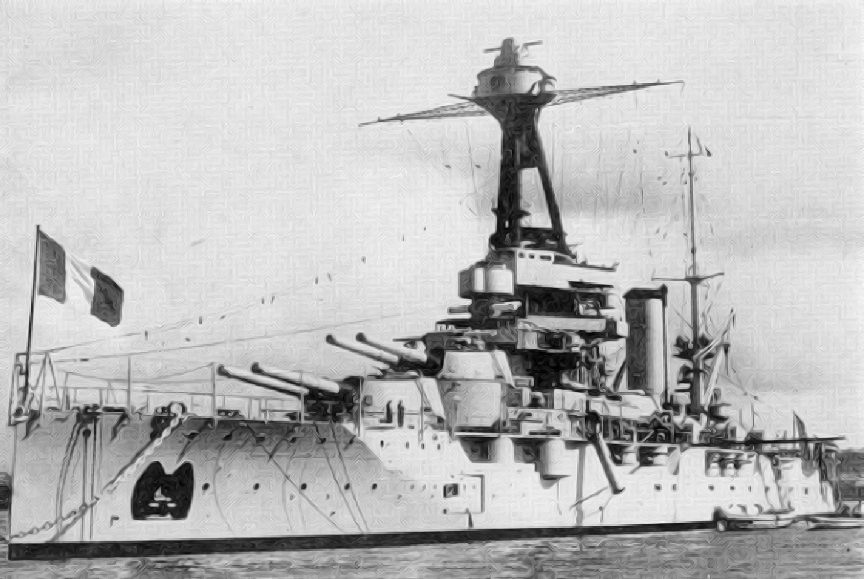
La nave da battaglia Provence, una delle unità più interessate dai disordini di Tolone dell'estate 1919

La situazione sembrava tornata alla normalità, ma durante l'estate i disordini ripresero con una seconda ondata di ammutinamenti anche più gravi di quelli di primavera; le agitazioni durarono settimane e si acquietarono solo in autunno dopo aver toccato quasi tutti i luoghi in cui le navi francesi erano di stanza: nel Mediterraneo orientale sulla corazzata Diderot e sull'incrociatore Guichen ancorati nel golfo di Patrasso, e poi in tutte le principali basi navali in Francia e Nordafrica come Brest, Tolone, Cherbourg, Lorient e Biserta. A Brest, l'ammiraglio Émile Guépratte riuscì a stroncare sul nascere le rivendicazioni rivoluzionarie grazie al suo immenso prestigio e impegnando la sua parola personale; il centro di agitazione più importante fu a Tolone, a bordo della nave da battaglia Provence: le agitazioni scossero il porto avanzando la richiesta di revoca delle azioni adottate contro i marinai coinvolti negli ammutinamenti del Mar Nero, e quando l'ammiraglio Lucien Lacaze, alquanto inquieto, prese misure per "proteggere la città" un ammutinamento scoppiò l'11 giugno a bordo della Provence. Si rincorsero voci secondo cui gli anarchici locali, in collaborazione con gli ammutinati, avevano l'intenzione di formare un soviet militare e operaio che avrebbe preso il controllo di Tolone, e per solidarietà con gli ammutinati della Provence che avevano issato la bandiera rossa gli equipaggi di tutte le altre navi ancorate in rada si rifiutarono di prendere servizio; in città, un corteo di soldati, marinai e civili lanciò fischi in direzione di Clemenceau e chiese l'amnistia per gli uomini incarcerati di ritorno dal Mar Nero. Mentre gli ammutinati esitavano su come procedere il prefetto marittimo chiese l'invio in città di reparti della XV Regione militare, ma a riportare la calma fu l'annuncio del Ministero della marina circa l'invio in congedo delle classi di leva 1909, 1910 e 1911. La censura militare, ancora in vigore nel paese, non permise alla stampa di indagare più di tanto su questi fatti; è anche vero, del resto, che il 1919 in Francia fu un anno caratterizzato da una forte tensione sociale impossibile da nascondere per il governo e che catturò l'attenzione dei commentatori più di quanto avveniva all'interno dei porti militari, pesantemente sorvegliati.

## Un ammutinamento rivoluzionario?

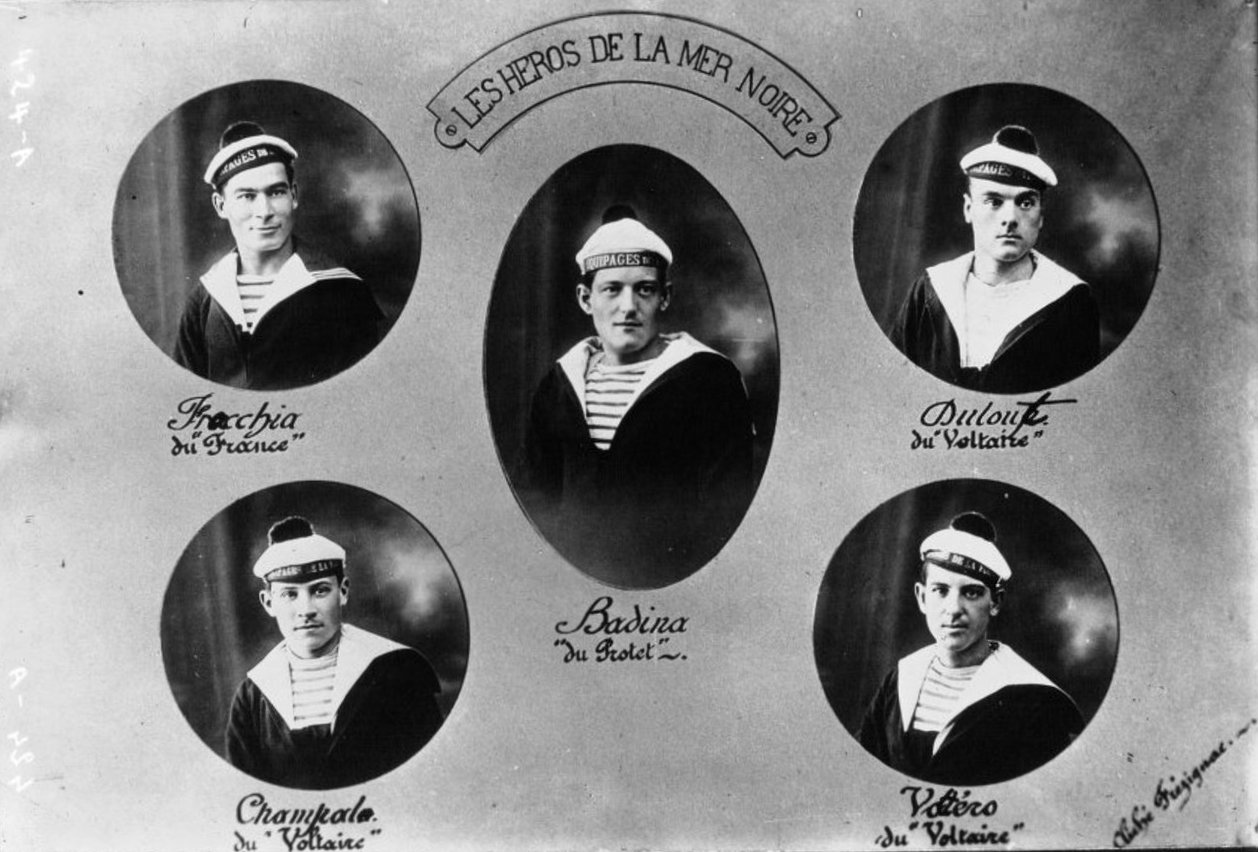
Gli eroi del Mar Nero, fotomontaggio propagandistico di alcuni dei marinai coinvolti nell'ammutinamento pubblicato nel 1919

La mitizzazione politica che investì alcuni dei partecipanti all'ammutinamento, come Charles Tillon e André Marty, portò a un oscuramento della realtà dei fatti: i due, militanti di sinistra e animatori dell'ammutinamento su due unità della flotta, si videro successivamente attribuire un ruolo chiave nei fatti, al punto da essere reclutati nel Partito Comunista Francese (fondato nel 1921) e vedere la propria immagine politicamente sfruttata per decenni. A partire dalle ricerche di Philippe Masson nel 1982, l'analisi di questi fatti fu rivista a fondo ed è oggi più autorevole.
Il punto di partenza è lo stato di malcontento latente, spesso risalente a molto prima, accentuato per la Marina dal prolungamento delle operazioni dovuto dall'innestarsi di una nuova guerra sul conflitto precedente. Nei fatti, le grandi unità navali da guerra, a partire dai primi importanti giorni del conflitto nel 1914, trascorsero la maggior parte del tempo ancorate in porti protetti a causa della minaccia costituita dagli attacchi dei sommergibili tedeschi: gli equipaggi dovettero passare oziosamente il tempo a bordo di corazzate e incrociatori fermi dietro gli sbarramenti e le reti anti-siluro nei porti di Biserta, Malta, Moudros e Corfù. Inoltre, la flotta da battaglia fu utilizzata come serbatoio di personale esperto per equipaggiare le nuove flottiglie anti-sommergibili, cui era ormai conferito un ruolo di primo piano nella nuova guerra navale dell'epoca: a poco a poco, equipaggi e ufficiali si videro privare degli uomini migliori trasferiti alla lotta anti-sommergibili e a un servizio quotidiano sulle unità leggere in grado di garantire avanzamenti di carriera più veloci, da cui un rapido scadimento quantitativo e soprattutto qualitativo delle ciurme di corazzate e incrociatori. Nel 1918 la flotta da battaglia disponeva solo di un terzo della sua ordinaria forza alle armi, sebbene gli equipaggi fossero stati gradualmente integrati da "volontari": tra questi ultimi, tuttavia, vi erano molti giovani e alcuni che avevano scelto il servizio in Marina perché era risaputo che le possibilità di sopravvivenza a bordo delle navi da guerra erano più grandi che stando in trincea. All'inizio del 1918 la disciplina sulle grandi unità era alquanto rilassata: gli uomini in servizio ambivano certamente alla vittoria nella Grande Guerra, ma una volta che ciò fu acquisito la stragrande maggioranza degli equipaggi non aveva alcuna intenzione di partecipare a un altro conflitto lontano dalla Francia.
Le condizioni di servizio nel Mar Nero aggiunsero altre rimostranze. Abituati agli inverni relativamente miti del Mediterraneo orientale, gli equipaggi si ritrovarono immersi, nel dicembre 1918, nel terribile inverno del Mar Nero, con le sue tempeste di neve e il freddo intenso per il quale le navi non erano adatte. L'intendenza non era in grado di porre rimedio alla situazione perché a Tolone l'influenza di spagnola sconvolse e disorganizzò le unità addette al rifornimento di abiti per i marinai; a questo si aggiunse poi la sfortuna: la nave da trasporto Evangeline carica di otto tonnellate di abiti andò perduta per incaglio a dicembre e la Chaouia fece naufragio mentre dirigeva sul Mar Nero con a bordo una notevole quantità di stivali e indumenti caldi. A bordo delle navi gli equipaggi morivano di freddo: a volte un marinaio che si alzava dalla cuccetta doveva chiedere in prestito le calzature a un compagno che smontava dal servizio, gli uomini lamentavano la carenza di tabacco e sapone e dovevano sopportare la sporcizia delle loro navi colpite dalla ruggine; il cibo era per lo più povero e rare le notizie dalla Francia; le distrazioni, già misurate a Corfù, Moudros o Costantinopoli, divennero inesistenti una volta giunti a Odessa e Sebastopoli. Il regime disciplinare rigoroso rendeva la sopportazione della situazione ancora più critica: a bordo della France, ad esempio, era negato il permesso di scendere a terra ai marinai che avessero riportato infrazioni disciplinari nei due anni precedenti.

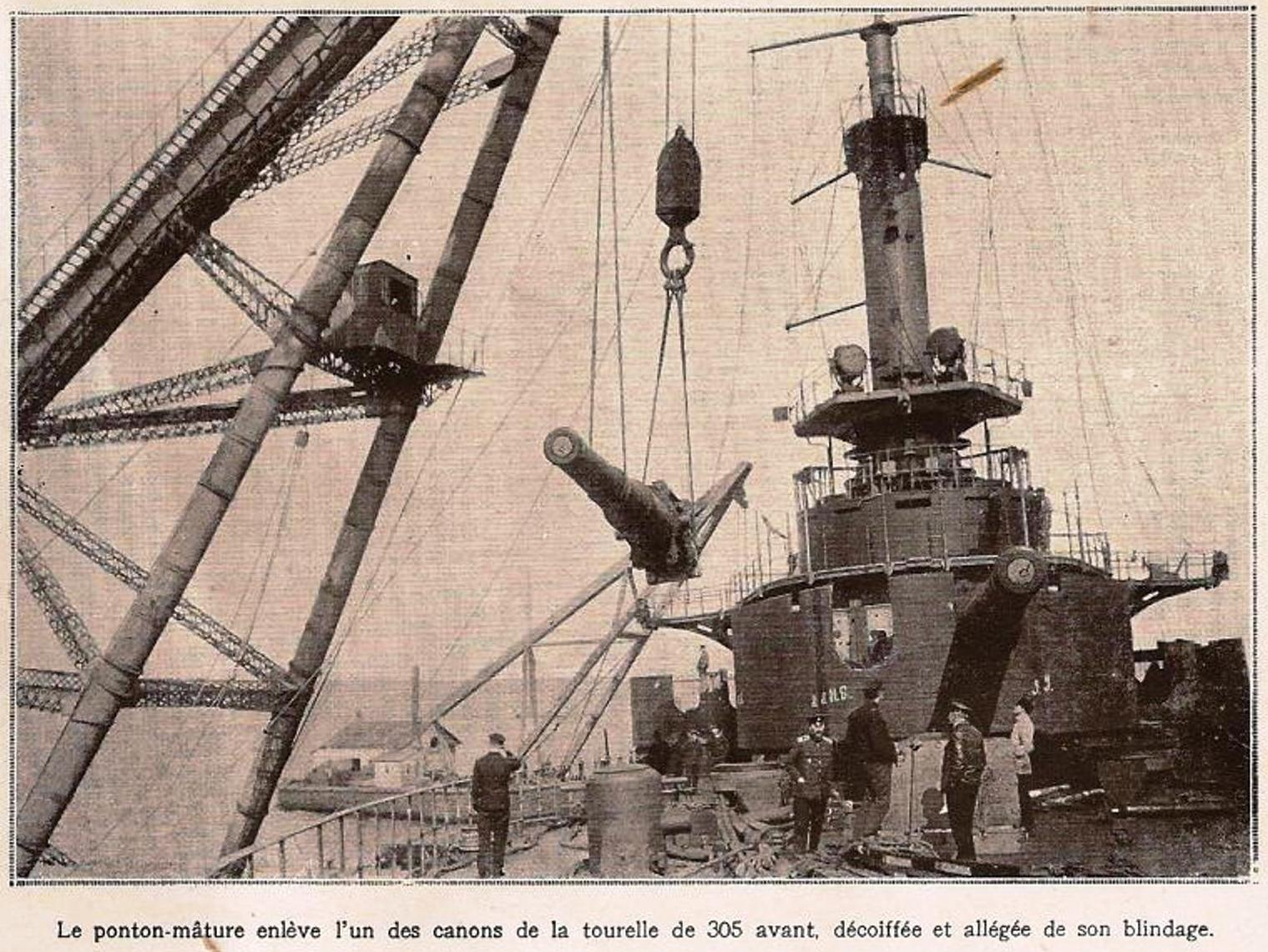
Le operazioni di recupero della corazzata Mirabeau, finita incagliata davanti a Sebastopoli

L'8 febbraio 1919, la corazzata Mirabeau finì arenata all'ingresso di Sebastopoli dopo essere incappata in una tempesta di neve e per disincagliarla fu necessario rimuovere parte dell'artiglieria e della corazzatura, operazione che richiese diverso tempo a causa delle ridotte risorse disponibili a bordo; i permessi e le licenze furono concessi con il contagocce, visto che con un equipaggio insufficiente alle prese con un lavoro indispensabile la presenza di ogni uomo diventava insostituibile. Sulla France, dove l'equipaggio era sotto organico di decine di uomini, fino a 180 marinai furono assegnati alle operazioni di carico e scarico in banchina da svolgersi giorno e notte: sono riportati turni di servizio a terra dalle 18:00 il pomeriggio alle 08:00 la mattina dopo, seguiti da una ripresa del servizio a bordo fino a mezzogiorno e poi di nuovo lavori di corvée a terra fino alle 23:00, prima di tornare sulle navi per svolgere i normali servizi di manutenzione; come rilevò lo stesso viceammiraglio Amet, «abbiamo così trasformato, nonostante il nostro parere contrario, i nostri marinai in scaricatori di porto e magazzinieri». Il 19 aprile, sugli 850 uomini a bordo della France 418 non ricevevano il permesso di riposo dal servizio (della durata di 20 giorni) da dieci mesi, 280 da un anno, 106 da quindici mesi e 7 da diciotto mesi. L'influenza spagnola contribuì a disorganizzare gli equipaggi: per interrompere l'epidemia che affliggeva l'equipaggio dell'incrociatore Jules Michelet, furono aumentati i turni di corvée delle ciurme della corazzata Justice e dell'incrociatore Ernest Renan.

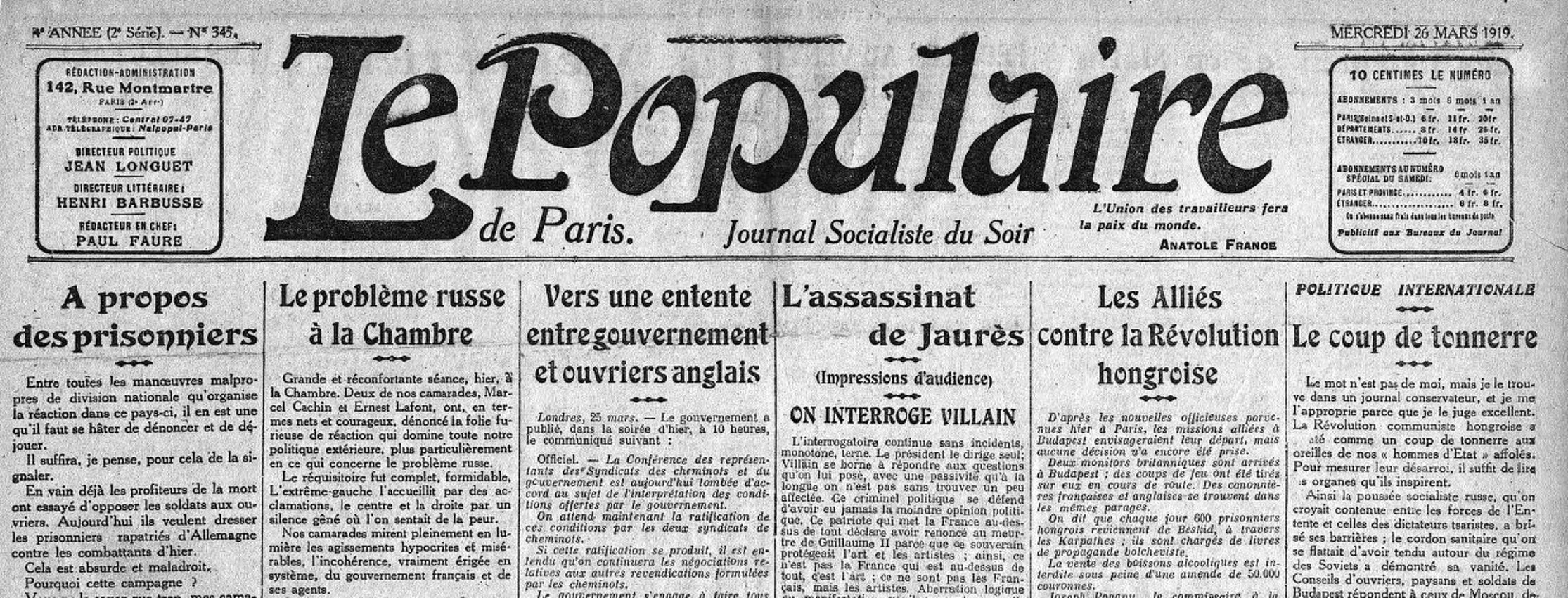
Un giornale socialista francese (Le Populaire) del 26 marzo 1919 con, in prima pagina, un articolo relativo al dibattito in Parlamento dell'intervento in Russia

Questo cocktail di sofferenze e privazioni, accumulatesi nell'arco di mesi, fu una delle cause degli ammutinamenti, ma non è da solo sufficiente a giustificare lo scoppio della rivolta: l'ammutinamento ebbe inizio su navi presenti nel teatro del Mar Nero da relativamente pochi giorni (43 giorni per la France, 44 per la Jean Bart e 52 per la Vergniaud, quando unità marginalmente interessate dalle agitazioni come la Justice e la Mirabeau erano invece presenti in teatro rispettivamente da 131 e 127 giorni) e dopo il ripristino di un servizio postale ordinario con la madrepatria; fu in particolare l'arrivo di marinai di fresca leva, molti dei quali non avevano vissuto l'esperienza della guerra, e il ristabilimento del servizio postale a contribuire allo scoppio della rivolta. Nel corso della conferenza di pace di Versailles, gli Alleati pervennero infine alla decisione di non impegnarsi in una massiccia azione militare contro i bolscevichi, ma di limitarsi a supportare con invii di armi e denaro le armate "bianche" e di fornire assistenza ai paesi limitrofi alla Russia per bloccare la diffusione delle idee rivoluzionarie; per mancanza di mezzi, la spedizione francese era già divenuta de facto un intervento limitato, ma quando infine la discussione sull'operazione giunse sui banchi dell'Assemblea nazionale per tre giorni, il 24, 26 e 29 marzo 1919, i deputati socialisti sfidarono vigorosamente il governo sulle ragioni della presenza francese nella Russia meridionale. Poche settimane dopo, il discorso della Sezione Francese dell'Internazionale Operaia che chiedeva il ritorno in patria delle navi e delle truppe arrivò nel più legale dei modi possibili agli uomini nel Mar Nero grazie alle relazioni fornite dalla gazzetta ufficiale della Repubblica francese e ai ritagli di stampa inviati per posta ai marinai; la diffusione di questi dibattiti fu immediata tra gli equipaggi, e si formarono rapidamente nuclei di agitatori attorno ad alcuni leader spesso molto giovani. Tuttavia, per gli equipaggi che si ammutinarono, l'azione era solo uno "sciopero" volto a ottenere il rimpatrio in Francia, e quando gli elementi più radicali decisero di andare oltre e di sostenere apertamente i bolscevichi la maggior parte degli uomini si dissociò: la cospirazione di André Marty volta a consegnare ai bolscevichi la torpediniera Protet a Galați fu rapidamente scoperta e soppressa, e per quanto gli ammutinati che si impossessarono delle corazzate a Sebastopoli chiedessero il rilascio di Marty l'obiettivo fondamentale dell'agitazione rimase il ritorno in Francia, non l'adesione alla rivoluzione d'ottobre e alle idee dichiarate dalla propaganda comunista. Come spesso accadeva, nel mondo chiuso di una grande nave da guerra giocarono elementi contraddittori: la popolarità o l'impopolarità dello stato maggiore e degli ufficiali (alcuni dei quali simpatizzarono con i motivi dell'ammutinamento) e, all'opposto, la personalità più o meno affermata e accettata dei leader della rivolta, alcuni dei quali non esitarono a condurre un doppio gioco. La promessa di non infliggere alcuna sanzione ai ribelli soffocò il tutto, e del resto l'ordine di evacuazione dal Mar Nero era già stato impartito da prima dello scoppio dell'ammutinamento.
Il contesto della seconda ondata di ammutinamenti fu diverso. Questa infatti si verificò sullo sfondo di agitazioni sindacali generali, come anche contemporaneamente a uno dei momenti più critici della rivoluzione russa: se nel mese di marzo le offensive dell'Armata Rossa, sostenute dalla popolazione delle città costiere dell'Ucraina, sembravano irresistibili, l'avanzata dei contro-rivoluzionari data dalle vittoriose controffensive nell'estate del 1919 dell'Armata Bianca di Denikin provocarono una crisi acuta dei bolscevichi; il governo Lenin si attivò allora per impedire a tutti i costi un nuovo intervento delle potenze europee che avrebbe potuto portare ai bianchi un aiuto decisivo per vincere la guerra civile. Questa seconda ondata di ammutinamenti fu quindi in parte orchestrata dall'esterno, anche se la difficile situazione economica e sociale in Francia nel 1919 (come del resto in tutta Europa) rimase la motivazione principale delle agitazioni; come nel Mar Nero, anche questa volta i marinai non seguirono i leader che volevano condurli verso un vero e proprio movimento rivoluzionario: Charles Tillon, che animò nel porto di Patrasso l'ammutinamento contro il comandante dell'incrociatore Guichen, fu neutralizzato con sufficiente rapidità. L'atteggiamento degli ufficiali, che videro perfettamente lo stato di esaurimento degli equipaggi, contribuì fortemente a calmare le agitazioni attraverso il dialogo e senza spargimenti di sangue.

## Conseguenze

### Le sanzioni agli ammutinati

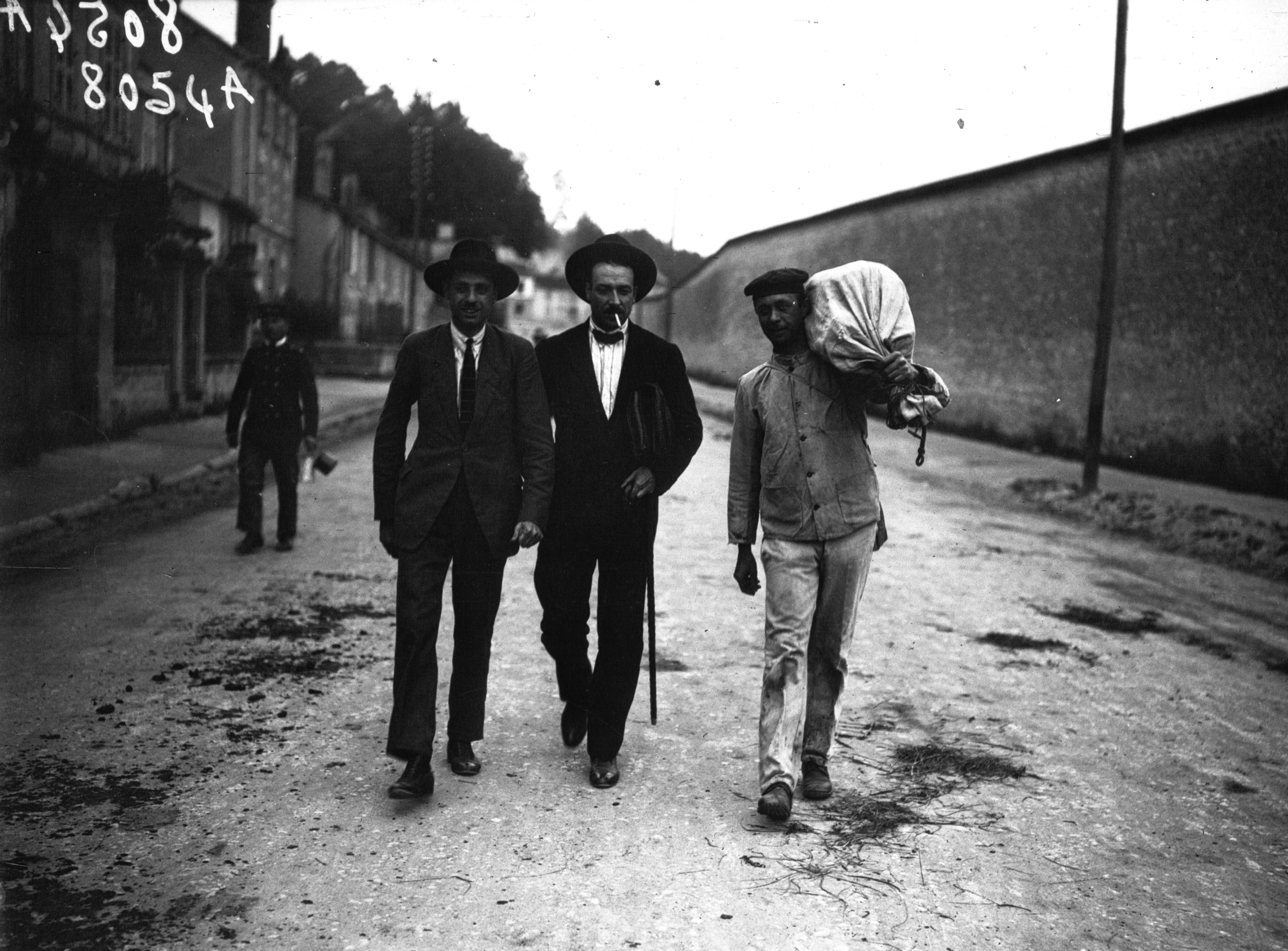
André Marty (al centro) mentre viene scarcerato nel 1923

Malgrado le promesse degli ufficiali sull'assenza di sanzioni per i ribelli, la giustizia militare inflisse diverse condanne ai danni degli ammutinati, azione inevitabile vista la gravità dei fatti e per tale ragione eseguita senza particolari indagini o attenuazioni di pena per i leader della rivolta che pure avevano provato a calmare gli animi. Le sanzioni furono pesanti: un centinaio di marinai, alcuni dei quali a mala pena di 17-18 anni d'età, fu condannato dalla corte marziale a pene che andavano dalla morte (commutata in 20 anni di carcere) al lavoro forzato (10 e 20 anni), come pure alla condanna ai lavori pubblici (da 6 a 8 anni) e a brevi periodi di detenzione (da uno a cinque anni); lo storico Jean Meyer ha tuttavia rilevato che, considerando il numero delle navi interessate dagli ammutinamenti e il numero di uomini coinvolti nei fatti in un modo o nell'altro (molte centinaia o migliaia, se si considerano le due ondate di disordini), queste sanzioni furono relativamente moderate. Dei ventisei processati per i fatti sulla France, sei furono condannati alla degradazione e a pene detentive dai 5 ai 15 anni; sul Waldeck-Rousseau vi furono sei processati di cui tre con pena sospesa e gli altri condannati a 10 anni di carcere; vi furono solo tre incriminati per i fatti a bordo della Jean Bart, mentre sulla Guichen, colpita nella seconda ondata di ammutinamenti, Charles Tillon ottenne una condanna a cinque anni di carcere da scontarsi in Marocco.
André Marty, il solo ufficiale a partecipare attivamente agli ammutinamenti (era un militare di carriera fin dal 1908), fece parte degli uomini che furono condannati più severamente, ma scampò a conseguenze peggiori: le sentenze pronunciate tra il 4 e il 9 luglio 1919 gli inflissero la pena di morte, subito però commutata in 20 anni di lavori forzati insieme alla degradazione e a 20 anni di esilio, condanna condivisa con il quartiermastro meccanico Badina che era il suo principale complice. Se l'ammutinamento fosse avvenuto nel 1917, come accadde all'esercito, i due sarebbero stati certamente condannati alla fucilazione, ma l'atmosfera generale nel 1919-1920 non era la stessa: il governo, preoccupato di non rompere con la sinistra, minimizzò le rivolte e puntò a chiudere rapidamente la questione con un colpo di spugna. Alla fine del 1920 solo ventuno prigionieri si trovavano ancora a scontare le pene inflitte loro, ma furono tutti liberati per effetto di un'amnistia generale proclamata nel luglio 1922, ad eccezione di André Marty che non fu scarcerato fino al 1923; nel frattempo, il neonato partito comunista francese aveva portato avanti una campagna per chiedere la liberazione dei prigionieri, e tanto Marty quanto Tillon trovarono logicamente posto nel movimento: attorno a loro fu costruita una sorta di leggenda, secondo cui questi militanti esemplari avrebbero dato un forte contributo al fallimento dell'intervento francese nel Mar Nero. Marty scrisse una serie di libri su questi avvenimenti, mentre il cinema sovietico mise in scena una rappresentazione glorificante degli ammutinati nel film del 1930 Le Mirabeau.

### La presa di coscienza delle carenze della flotta

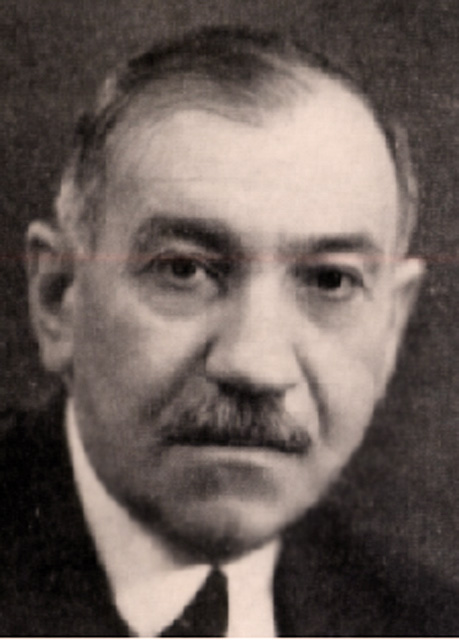
Édouard Barthe, presidente della commissione d'inchiesta sui fatti del Mar Nero

Per quanto riguarda la flotta, anche durante gli eventi dell'ammutinamento essa fu impegnata su diversi fronti di guerra nonostante la debolezza delle sue risorse nel Mediterraneo orientale: quasi contemporaneamente ai fatti del Mar Nero, l'ammiraglio De Bon aveva assicurato l'occupazione della Siria con lo sbarco dei reparti a Beirut nel marzo 1919, mentre una limitata squadra navale francese (una corazzata a fronte di sei analoghe unità britanniche) sorvegliava i movimenti in Turchia dei rivoluzionari di Mustafa Kemal Atatürk; contro ogni previsione, le navi francesi rimasero a incrociare nel Mar Nero ancora per un paio di mesi dopo l'ammutinamento, anche se solo per osservare la situazione a terra e condurre missioni umanitarie come l'evacuazione dei civili in fuga dall'Armata Rossa dopo la sconfitta delle forze di Denikin nel Caucaso meridionale. Questi compiti furono rinnovati nel 1922, quando le navi francesi parteciparono all'evacuazione da Smirne delle popolazioni greche dell'Asia minore in fuga dalle vittorie dei turchi di Mustafa Kemal, azioni che conclusero l'intervento della Marina francese nella regione.
Per la Marina, le conseguenze di questi ammutinamenti andarono ben oltre le sanzioni imposte dalle varie corti marziali. Il caso era sufficientemente grave da richiedere la costituzione di una commissione d'inchiesta, presieduta dall'esponente della Sezione Francese dell'Internazionale Operaia Édouard Barthe, per analizzare e investigare più approfonditamente sulle cause degli eventi; nei suoi meticolosi appunti, la commissione rilevò che la condizione materiale della flotta, impegnata in un'operazione subito dopo un conflitto estenuante, fu la causa principale dei disordini: «troppe cause convergenti nel lungo periodo su tutte le unità, e sulla France più che altrove, crearono una situazione esplosiva. Una volta creata tale situazione, la deflagrazione era possibile anche solo grazie a una scintilla». La commissione rilevò errori di gestione e ammise di essere rimasta «molto fastidiosamente impressionata dall'inerzia di tutti i sottufficiali»; gli ufficiali furono biasimati per la loro mancanza di coordinamento, che accentuò il disordine e di cui beneficiarono gli ammutinati. Un parere condiviso anche dalle autorità militari (perlomeno quelle che dimostravano una più ampia lungimiranza) concluse che furono le carenze materiali, molto più della propaganda bolscevica, ad essere la causa principale delle rivolte; come scrisse lo storico Jean-Luc Barré, «raramente una commissione d'inchiesta mostrò tutte le qualità di giudizio, e in particolare l'imparzialità, come la commissione Barthe. Rese il miglior servizio alla Marina individuando gli ammutinamenti al loro vero livello, vale a dire senza esagerare la loro importanza e sottolineando il reale malessere che stava attraversando all'epoca la flotta. C'era bisogno urgente di rinnovare, ringiovanire i suoi regolamenti, modernizzare la vita a bordo per quanto riguardava la mentalità».
La commissione ricevette un supporto inatteso da parte dell'esercito. Quest'ultimo, in conseguenza dell'allargamento dell'impero coloniale francese, era sospettoso nei confronti dei britannici e prendeva in considerazione la possibilità di un nuovo conflitto nel 1921 contro Germania e Italia, ed era di conseguenza preoccupato per lo stato della flotta: se pure l'esercito tedesco era ridotto a poca cosa, il capo di stato maggiore Philippe Pétain  aveva serio timore di un attacco a sorpresa e necessitava quindi di una flotta efficiente per trasportare con urgenza truppe di rinforzo dalle colonie per completare la mobilitazione generale delle forze francesi, stante la piena crisi demografica in cui era incappata la Francia. La flotta era al momento in uno stato pietoso: oltre alla crisi umana rivelata dai disordini, si erano dovute registrare forti perdite a causa degli eventi bellici (tra il 1914 e il 1918 la Marina aveva perduto quattro corazzate, cinque incrociatori corazzati, un incrociatore leggero, 16 cacciatorpediniere e 12 sommergibili) e una forte usura delle restanti unità; con poche eccezioni, le corazzate e gli incrociatori in servizio erano obsoleti o troppo vecchi. Questo messaggio fu bene accolto dal ministero della marina, mentre la situazione finanziaria del paese era difficile e l'opinione pubblica non dimostrava interesse per questi problemi: il ministro Georges Leygues, in carica dal 1917 nel gabinetto di guerra di Clemenceau e poi ininterrottamente fino ai primi anni 1930, diede il via a una politica attiva di modernizzazione della flotta.